# José Bonifácio de Andrada e Silva
José Bonifácio de Andrada e Silva (Santos, 13 de junio de 1763 - Niterói, 6 de abril de 1838) fue un naturalista, estadista, poeta y político brasileño. Es conocido por el epíteto de "Patriarca de la Independencia" por su actuación decisiva en la independencia del Brasil. El 11 de enero del 2018 fue declarado oficialmente "Patrono de la Independencia del Brasil. Además de su actuación política, tuvo una destacada carrera como naturalista, principalmente en el campo de la mineralogía, habiendo recibido reconocimiento internacional aún en vida. Descubrió y describió cuatro minerales incluida la muy importante petalita, que luego permitiría el descubrimiento del elemento litio, y la andradita, bautizada en su homenaje.
Apoyó el reinado de Pedro de Alcântara desde el inicio ocupando el cargo ministro de negocios extranjeros del Imperio de Brasil entre enero de 1822 y julio de 1823. Proclamada la independencia de Brasil, encabezó una política centralizadora y organizó la acción militar contra los focos de resistencia. 
Durante los debates de la Asamblea Constituyente se dio el distanciamiento entre él y sus hermanos Martim Francisco Ribeiro de Andrada y Antônio Carlos Ribeiro de Andrada Machado e Silva con el emperador. El 16 de julio de 1823, Pedro I lo cesó de su cargo como ministro y José Bonifácio pasó a formar parte de la oposición. Después del cierre de la Constituyente, el 11 de noviembre de 1823, José Bonifácio fue desterrado y se exilió en Francia durante seis años. De vuelta en Brasil, ya reconciliado con el Emperador Pedro I, tomó la tutoría de su hijo Pedro cuando el emperador abdicó en 1831. Permaneció como tutor del futuro emperador hasta 1833 cuando fue exonerado del cargo por el gobierno de Regencia del Imperio de Brasil debido a disputas entre las facciones que lo conformaban.

## Primeros años

### Origen familiar
Miembro de un familia de la aristocracia portuguesa, José Bonifácio nació el 13 de junio de 1763 en Santos, en el litoral de la entonces llamada Capitanía de San Pablo. Su padre fue Bonifácio José Ribeiro de Andrada y su madre María Bárbara da Silva. José Ribeiro de Andrada, su abuelo, estuvo casado con Ana da Silva Borges y pertenecía a una antigua familia portuguesa de la región del Minho y de Trás-os-Montes. Pariente de los condes de Amares y los marqueses de Montebelo, rama de los Bobadelas-Freires de Andrada. Bonifácio José, que moriría en 1789, era considerado ágil, desinhibido e inteligente. Hizo su fortuna como mercader y ocupó diversos cargos y oficios de la Corona Portuguesa. Tenía dos hermanos que estudiaron en Coímbra y un tercer hermano que era sacerdote.
Su madre Maria Bárbara da Silva tuvo diez hijos, cuatro mujeres y seis varones. 
José Bonifacio recibió sus primeras enseñanzas de parte de su padre quien fue su primer maestro pero, como en Santos no era posible recibir más allá que la educación primaria, se mudó a São Paulo en 1777.

### Estudios
En São Paulo frecuentó las clases de gramática, retórica y filosofía en los cursos abiertos por frei Manuel da Ressurreição, creador de la biblioteca de la curia de São Paulo, donde los brasileños con recursos económicos estudiaban para el ingreso a la Universidad de Coímbra. Tenía 16 años cuando, con sus hermanos Antônio Carlos y Martim Francisco, requirió la habilitación "de genere", requisito indispensable para seguir la carrera eclesiástica. En Brasil no había entonces ni universidad ni imprenta. En 1783 partió de Río de Janeiro hacia Portugal y se matriculó en octubre en la Universidad de Coímbra para iniciar el 30 de ese mes sus estudios jurídicos agregando un año más tarde, en octubre de 1784, los de matemática y filosofía natural.

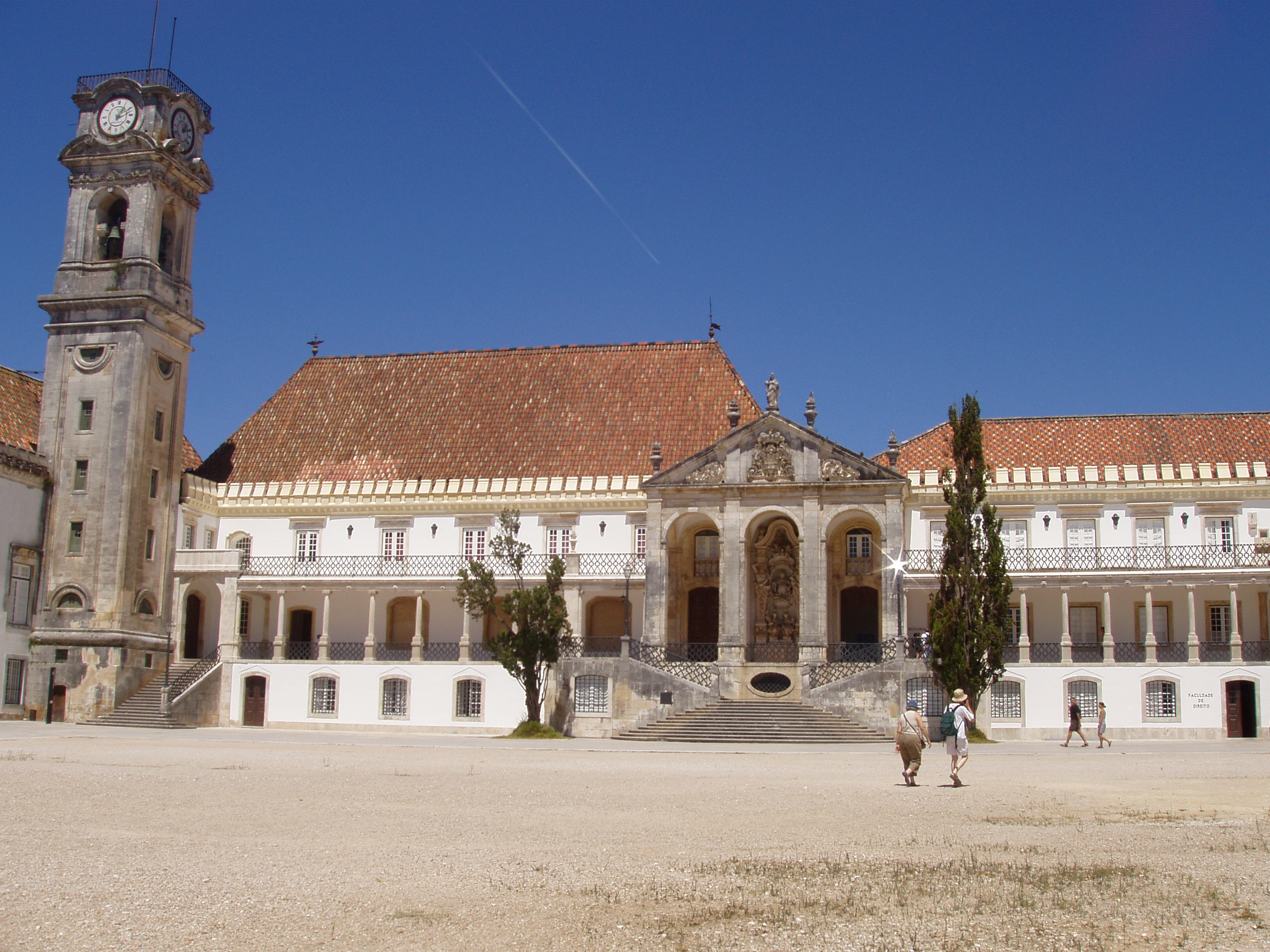
Universidad de Coímbra.

Además de sus clases, leyó mucho. Ya escribía poemas y en una oda suya surgen los nombres de Leibnitz, Newton y Descartes. Leyó sobre todo a Rousseau y Voltaire; Montesquieu, Locke, Pope, Virgílio, Horacio y Camões y se indignó contra el "mounstruo horrendo del despotismo". Sus versos elogiaban la independencia recién proclamada de los Estados Unidos. Aun siendo estudiante se interesó por dos cuestiones cuya solución en vano se empeñaría más tarde: la civilización de los indios brasileños, la abolición del tráfico negrero y de la esclavitud de los negros.

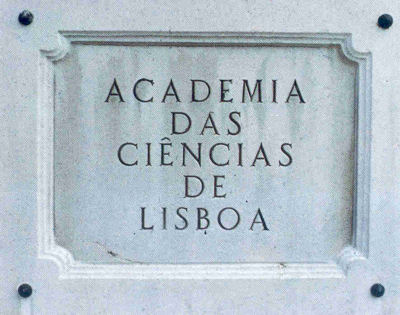
Placa de la Academia de las Ciencias de Lisboa.

## Carrera
Desde el comienzo demostró vocación por las investigaciones científicas. La explotación de minas tenía un auge considerable con el crecimiento de las necesidades relacionadas con la revolución industrial. José Bonifácio concluyó, el 16 de junio de 1787, su curso de filosofía natural y el 5 de julio de 1788 el de leyes. Recibió en Portugal apoyo del duque de Lafões, Juan de Braganza, que en 1780 fundara la Academia de las Ciencias de Lisboa. El 8 de julio de 1789 hizo mediante el Desembarco del Paço la lectura que lo habilitaba a ejercer los lugares de la magistratura. Cinco meses antes, el 4 de marzo, fue admitido como socio libre de la Academia, lo que le abrió los caminos de una carrera de científico. Por temperamento se interesaba por estudios que resultasen de alguna utilidad, colocando la ciencia al servicio de la perfección humana. Tenía por lema Nisi utile est quod facimus, stulta est gloria. Su primera memoria presentada a la Academia fue "Memória sobre la Pesca de las Ballenas y la Extracción de su Aceite: con algunas reflexiones al respecto de nuestras pescas".

### Excursión científica por Europa
El 18 de febrero de 1790, José Bonifácio fue convocado para emprender, a costa del Real Erario, una expedición científica por Europa con el fin de adquirir, a través de viajes literarios y exploraciones filosóficas, conocimientos más avanzados en mineralogía, filosofía e historia natural.

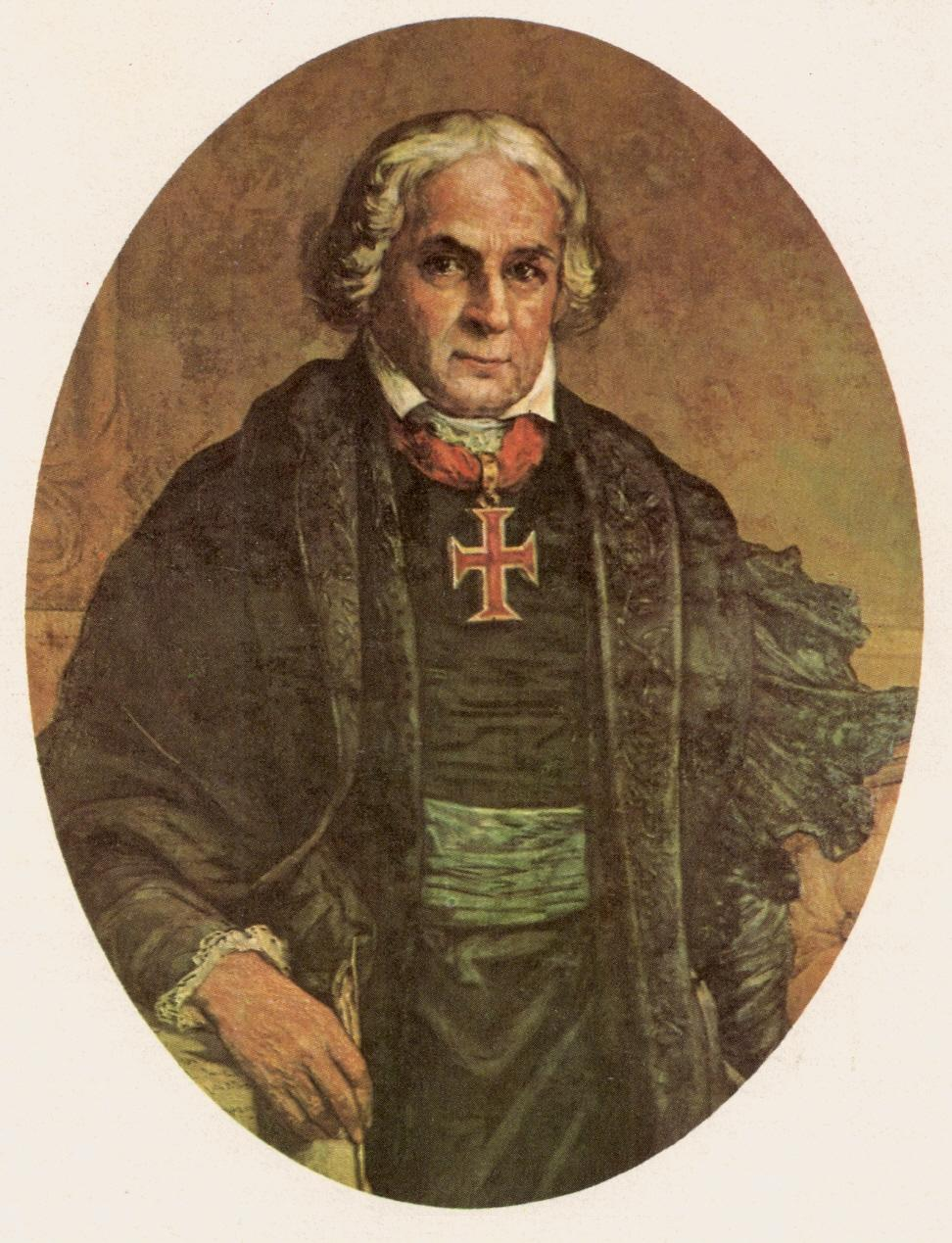
José Bonifácio, por Oscar Pereira da Silva.

A mediados de 1790, se encontraba en París, en la fase inicial de la Revolución Francesa. Desde septiembre de 1790 hasta enero de 1791, cursó estudios de química y mineralogía, y continuó asistiendo a la Escuela Real de Minas hasta abril. Sus biógrafos mencionan su contacto con figuras prominentes como Antoine Lavoisier, Jean-Antoine Chaptal, Antoine-Laurent de Jussieu y Francisco de Miranda, entre otros. Fue elegido socio correspondiente de la Sociedad Filomática de París y miembro de la Sociedad de Historia Natural, para la cual redactó una memoria sobre los diamantes en Brasil, corrigiendo errores previos. Ya no era un simple estudiante; comenzaba a hablar con voz de maestro. Se trasladó a Sajonia para dar clases prácticas en Freiberg, donde asistió a la Escuela de Minas en 1792. Dos años después, recibió un certificado por haber completado cursos de Orictognosia y Geognosia. Reconoció el atraso de la Universidad de Coímbra en comparación con otros centros de estudio en Europa, y la escuela de Freiberg influiría significativamente en su orientación académica.
Allí entabló amistad con renombrados científicos como Alexander von Humboldt, Leopold von Buch y Andrés Manuel del Río. También exploró minas en el Tirol, Estiria y Carintia. Viajó a Pavía, Italia, para asistir a lecciones de Alessandro Volta; en Padua, investigó la constitución geológica de los Montes Euganeos, escribiendo sobre ello en 1794 en un trabajo titulado "Viaje geonostico a los Montes Euganeos".
A partir de 1796, desarrolló a fondo sus estudios en Suecia y Noruega, donde caracterizó y describió por primera vez cuatro nuevas especies minerales y ocho variedades que pertenecían a especies ya conocidas, a las cuales les otorgó nombres.
Tras más de diez años de viajes y dedicación a la investigación científica, a los 37 años se había convertido en un científico reconocido y respetado. Regresó a Portugal en septiembre de 1800 y también visitó Dinamarca, Bélgica, los Países Bajos, Hungría, Inglaterra y Escocia.

### En Portugal
Dos meses después de regresar a Portugal, en noviembre de 1800, José Bonifácio partió hacia Estremadura junto a su hermano Martim Francisco Ribeiro de Andrada y Carlos Antônio Napion, quienes estaban encargados de llevar a cabo investigaciones mineralógicas. Sobre esta expedición, él escribió una memoria. Apenas regresó, recibió una nueva misión: examinar los Pinares Reales de los Miedos y Virtudes en los territorios de Almada y Sesimbra. Rodrigo de Sousa Coutinho, conde de Linhares, quien era un admirador y pariente lejano, se convirtió en su amigo.
Bonifácio ocupó la cátedra de metalurgia, especialmente creada para él en la Universidad de Coímbra, a través de una carta regia del 15 de abril de 1801. Estaba obligado a permanecer en esta posición durante seis años. Luego, fue nombrado intendente general de las Minas y Metales del Reino y miembro del tribunal de Minas, conforme a la carta regia del 8 de mayo de 1801, y se le encomendó la dirección de las Casas de la Moneda, Minas y Bosques de todos los dominios portugueses. Por decreto del 8 de julio de 1801, se le asignó la administración de las antiguas minas de carbón de Buarcos y la restauración de las abandonadas fundiciones de hierro de Figueiró dos Vinhos y Avelar.
El 12 de noviembre de 1801, fue nombrado director del Real Laboratorio de la Casa de Moneda en Lisboa y responsable de remodelar el establecimiento. Mediante la carta regia del 1 de julio de 1802, recibió el título de superintendente, con la misión de reforestar los pinares en las arenas de las costas marítimas. En el 13 de julio de 1807, fue nombrado superintendente del Río Mondego y de Obras Públicas de Coímbra. Sin embargo, poco pudo lograr, ya que tuvo que enfrentarse a la rutina de la administración portuguesa, que resistía "pasivamente" a cualquier esfuerzo renovador y ocultaba sentimientos de envidia y desdén. A pesar de sus intentos, luchó en vano contra la negligencia de la administración pública y nunca recibió los recursos indispensables para su trabajo.
No deseaba la cátedra y no se sentía dotado como profesor. En Coimbra, la reforma del Marqués de Pombal, según Octávio Tarquínio de Sousa, "no pasará al final de buenos propósitos" ya que la universidad carecía de un museo científico. En una carta escrita en 1806 al conde de Linhares, expresó: "Estoy enfermo, afligido y cansado y no puedo soportar tantos sinsabores y negligencias. Cuando termine mi tiempo en Coimbra y me jubile, me acostaré a los pies de Su Alteza Real para pedirle que me deje terminar mis días en los sertones de Brasil, donde pueda cultivar lo que es mío".
En 1808, junto con Fernando Fragoso Saraiva de Vasconcelos, lideró las fuerzas del Batallón Académico de Coimbra en el contexto de la Guerra Peninsular. El historiador Tito Lívio Ferreira cuenta que cuando José Bonifácio fue jefe de policía de la ciudad de Oporto combatió a los republicanos: Alcanzó el rango de mayor y, posteriormente, de teniente coronel y comandante. Cuando las fuerzas francesas amenazaron Lisboa en octubre de 1810, recibió órdenes de reunir su batallón y marchar hacia Peniche, donde permaneció hasta la retirada del enemigo.
En la Academia Real, ocupó el cargo de secretario perpetuo en 1812. Soñaba con establecer una fábrica de acero y fue responsable de llevar a Portugal y luego a Brasil a Guilherme von Eschwege, mineralogista. También formó parte de un grupo de intelectuales que se reunía en torno a Domenico Vandelli, compartiendo la visión de que el dominio de la naturaleza podía generar riquezas, que debía ser conocido y explorado científicamente.

### Retorno a Brasil

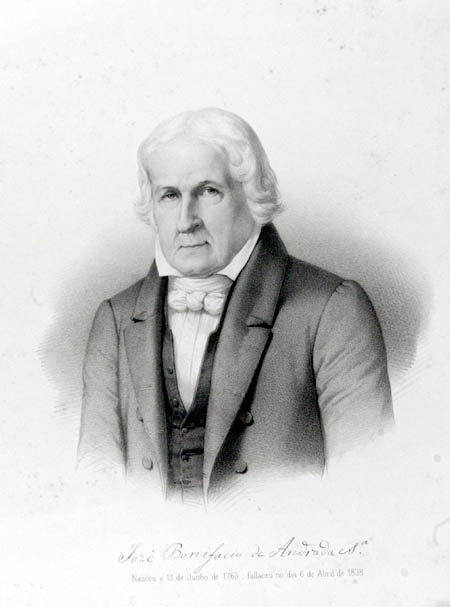
Retrato de José Bonifácio

Retornó a Brasil en 1819, a los 56 años. Pasó treinta años en Europa y la antigua colonia ahora era Reino Unido y sede de la monarquía. Algunos de los viejos pecados continuaban, el principal a sus ojos era la esclavitud, pues el trabajador era casi exclusivamente el negro, y la economía se organizaba en beneficio de una clase privilegiada. Ajustó inmediatamente los puntos necesarios de un extenso programa de trabajo: abolición del tráfico, abolición de la esclavitud, incorporación de los indios a la sociedad, mestizaje orientado para suprimir choques de razas y de clases y para constituir una "nación homogénea", transformación del régimen de propiedad agraria con la substitución del latifundio por subdivisión de tierras, preservación y renovación de las florestas, localización adecuada de las nuevas villas, aprovechamiento y distribución de las aguas y explotación de las minas. Pero, desde 1808, Juan VI nunca nombró a un ministro brasileño. Muertos el conde de Linhares en 1812, el conde de Barca y el marqués de Aguiar en 1817, y estando en Europa el conde de Palmela, los hombres de mayor valía dentro de la confianza real eran Tomás Antônio de Vila Nova Portugal y el conde de Arcos. José Bonifácio rehusó las invitaciones recibidas para actuar como ayudante, y partió para Santos donde su hermano Martim Francisco era director de minas y matas de la Capitanía de São Paulo. Su otro hermano, Antônio Carlos, estaba preso en Bahia tras haber participado de la Revolución Pernambucana de 1817.

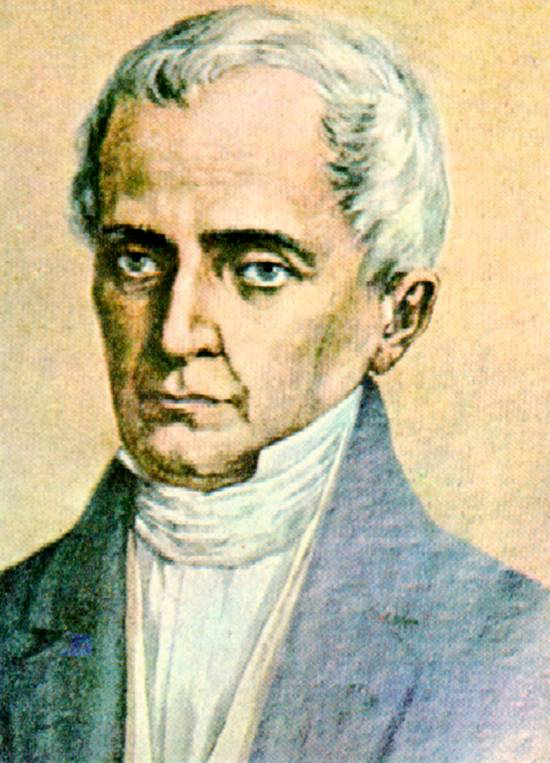
Martim Francisco

Con Martim Francisco hizo "atentas" investigaciones durante cinco semanas, en marzo de 1820, yendo a Cubatão, a la sierra de Paranapiacaba, Ponte Alta, Borda do Campo, São Paulo, al pico del Jaraguá en la sierra de la Cantareira, Parnaíba, Pirapora, Itu y Sorocaba (donde visitaron la fábrica de hierro mal administrada por Friedrich Ludwig Wilhelm Varnhagen), São Roque y Cotia. Estudió después las salinas, a cargo del físico mayor João Álvares Fragoso. José Bonifácio investigaba todo y anotaba todo, comenta Octávio Tarquínio de Sousa, 

"de las cuestiones básicas, como la del tráfico y la esclavitud, a las aparentemente menos importantes, como las que se referían a la alimentación y a la vestimenta del pueblo, o a ciertas costumbres poco recomendables. (...) Todo le interesaba a José Bonifácio en su tierra y ningún asunto le parecía trivial o impropio".

Juan VI le otorgó mediante carta de merced del 18 de agosto de 1820, el título de consejero. Juan VI embarcó para Portugal el 24 de abril de 1821 con cuatro mil personas en la comitiva. El Banco do Brasil se vio desfalcado en cincuenta millones de reales. Iba a comenzar la última fase de la independencia de Brasil y en ella José Bonifácio tendría papel preponderante.

#### El proceso de la Independencia de Brasil

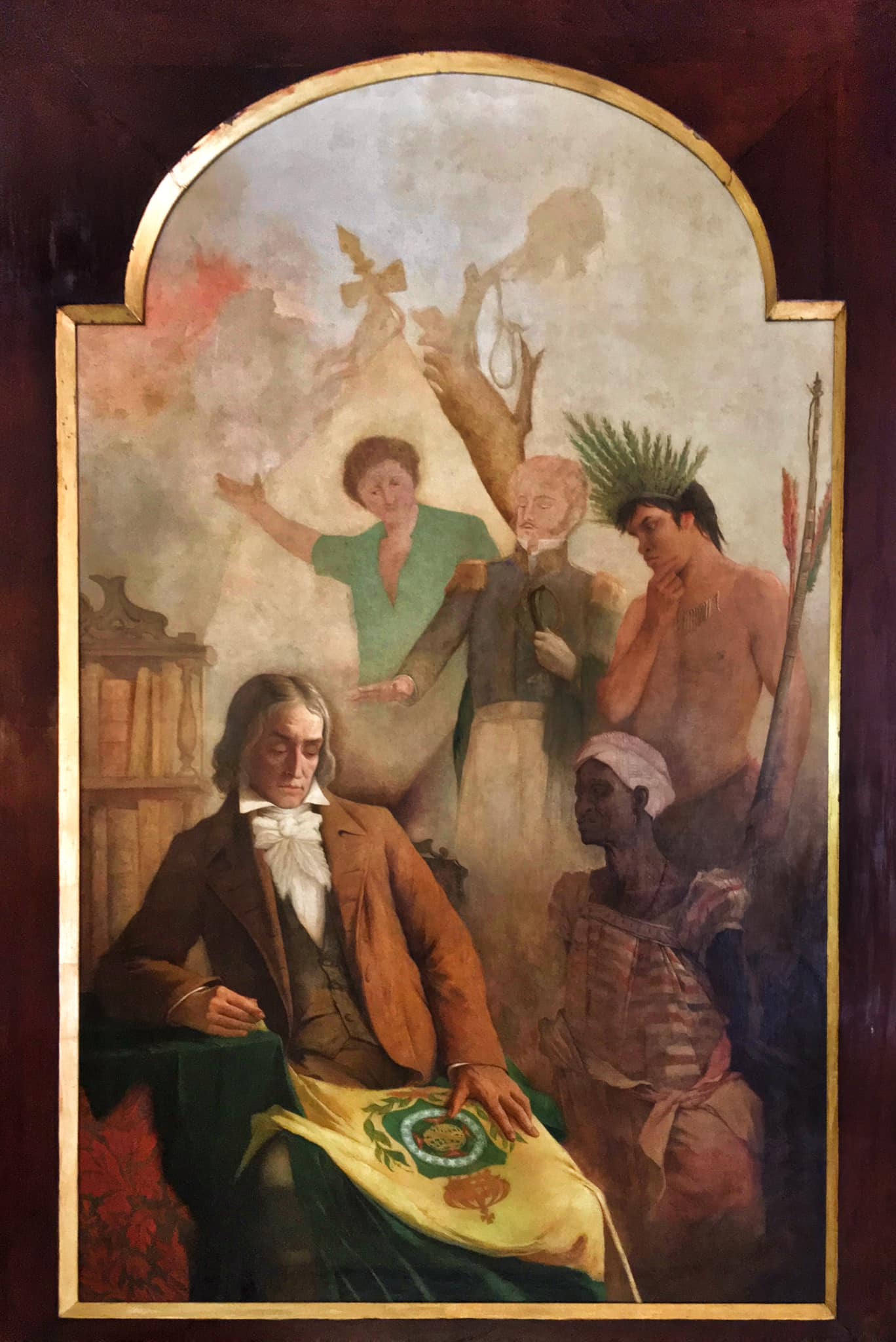
Retratado en la pintura "A Fundação da Pátria Brasileira", de Eduardo de Sá, en 1899.

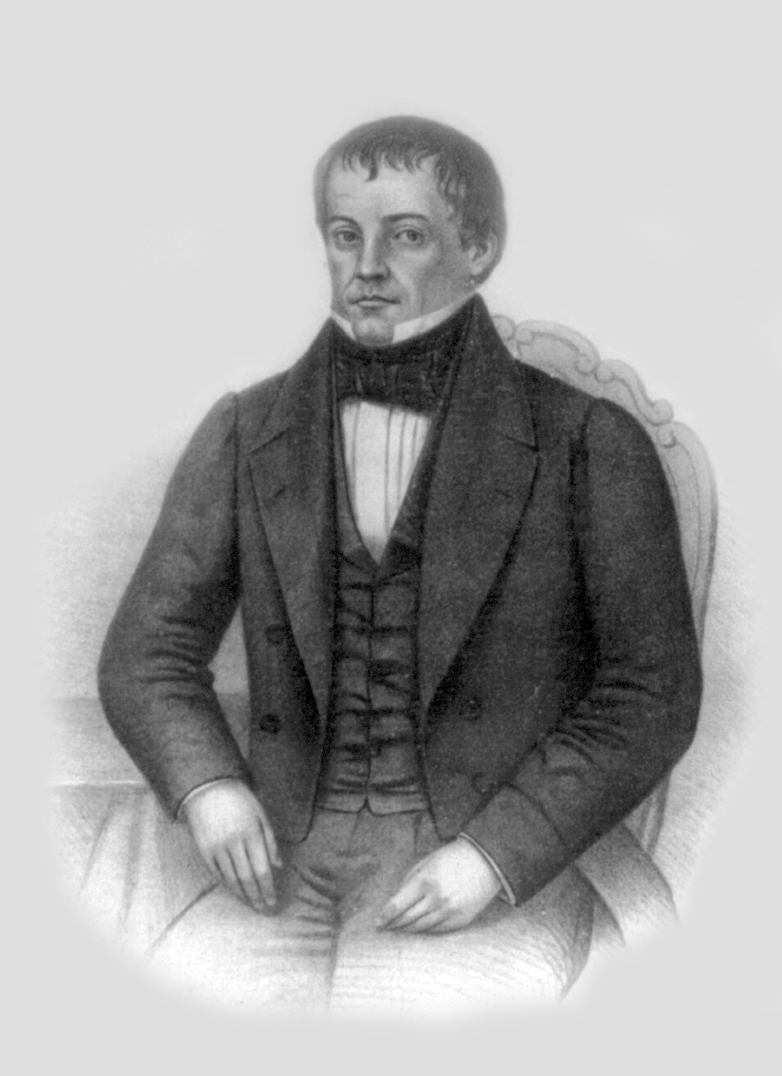
Diogo Antônio Feijó, elegido diputado a la constituyente en Lisboa en 1821 y, más tarde, regente único de 1834 a 1837

Era complicado discernir el rumbo de la política en Brasil en 1821. La revolución portuguesa del año anterior se presentaba con una fachada liberal, buscando establecer un régimen constitucional. Los brasileños, en efecto, anhelaban libertad y una constitución. No fue hasta que se desvelaron los verdaderos motivos de la revolución portuguesa que se generó confusión en Brasil, donde las élites aceptaron enviar sus representantes a las Cortes de Lisboa. Más tarde, se comprendió que, de triunfar, la revolución portuguesa consagraría la supremacía económica y política de la antigua metrópoli.
Mientras tanto, se formaban, en todas las provincias, juntas gubernamentales provisorias. En São Paulo, el 12 de marzo de 1821, el gobernador y capitán general João Carlos Augusto de Oyenhausen-Gravenburg proclamó el régimen constitucional. José Bonifácio, al aceptar la invitación para presidir la elección de los miembros, propuso que esta se realizara por aclamación. Se designó a Oyenhausen como presidente del gobierno provisional, y él mismo fue aclamado como vicepresidente. Su hermano Martim Francisco fue nombrado uno de los tres secretarios (Interior y Hacienda, Guerra y Marina). Así, el 23 de junio de 1821, José Bonifácio iniciaba su carrera política en Brasil.
Mientras otras juntas se mostraban cautelosas hacia Río de Janeiro, la Junta de São Paulo fue la primera en reconocer la autoridad del príncipe regente Pedro de Alcântara. En una carta del 17 de julio de 1821 a su padre, el príncipe menciona a José Bonifácio como el hombre "a quién se debe la tranquilidad actual de la provincia de São Paulo". Se eligieron seis diputados paulistas para la Constituyente en Lisboa, entre ellos Antônio Carlos, recién liberado de prisión y quien se revelaría como un notable orador en Lisboa; el padre Diogo Antônio Feijó, quien sería más tarde regente; y Nicolau Pereira de Campos Vergueiro, que se convertiría en senador y regente en 1831. Los diputados recibieron del gobierno directrices a través de un documento colectivo titulado Recuerdos y Apuntes, que abordaba las principales inquietudes de Brasil, centradas en las ideas de José Bonifácio.
El contenido más relevante del documento abordaba temas varios sobre Brasil: el establecimiento de un gobierno general ejecutivo que supervisara a los gobiernos provinciales y definiera los límites de la subordinación; la mejora de la instrucción pública, aumentando el número de escuelas y fundando al menos una universidad; el desarrollo del interior de Brasil; la catequesis y civilización de los indígenas, es decir, su integración; la emancipación gradual de los esclavos y la prohibición del tráfico; y la reorganización de las tierras, reintegrando al dominio público las tierras improductivas. José Bonifácio se oponía tanto a la esclavitud como a las plantaciones, enfrentándose a los poderosos intereses de los grandes terratenientes y traficantes. Además, sugería la fundación de una ciudad central en el interior de Brasil , como efectivamente se concretó en el siglo XX con Brasilia, destinada a ser sede del gobierno nacional. También proponía una nueva legislación sobre el régimen de tierras, puesto que las llamadas sesmarías que existían eran formas de explotación económica y socialmente insostenibles. Los diputados enviados a Lisboa fueron instruidos para promover una nueva explotación de minerales.
Sin embargo, nada de lo que contenía el documento fue aprovechado por las Cortes portuguesas. De los 70 diputados brasileños, apenas 50 pudieron ejercer su mandato. El programa paulista estaba en desacuerdo con las intenciones de las Cortes, que consideraban que el gobierno del Príncipe Regente en Río de Janeiro sería el mejor recurso para los patriotas brasileños, por lo que decidieron desestimarlo.
A finales de mayo de 1821, llegaron a Río de Janeiro desde Lisboa las bases de la Constitución, que había sido promulgada el 10 de marzo. La tropa portuguesa, alineada con la Revolución liberal de Oporto, forzó a Pedro a jurar estas nuevas bases el 5 de junio. El verdadero impulso hacia la emancipación brasileña provino de la intransigente política re-colonizadora de las Cortes portuguesas, surgida a raíz de la Revolución de Oporto. Las medidas adoptadas en estas Cortes tenían como objetivo desunir y desarticular Brasil, convirtiéndolo nuevamente en una colonia como lo había sido antes de 1808. El mayor temor de José Bonifácio era que se sacrificara la unidad brasileña, ya que el proyecto de Lisboa buscaba reconstruir las antiguas capitanías, que dependerían directamente de Portugal y carecerían de cohesión mutua. Un ejemplo de esta situación era la Junta Gubernamental de Bahía, que, dominada por intereses comerciales portugueses y con una fuerte presencia de tropas lusitanas, se negaba a obedecer al Príncipe Regente y se subordinaba a Lisboa y a las Cortes. En Pernambuco, se vislumbraba una opción más radical: la adopción de un gobierno republicano. La dispersión geográfica contribuía al desentendimiento político. Desde octubre de 1821, los patriotas de Río de Janeiro querían proclamar la independencia de Brasil declarando a Pedro como emperador, quien advirtió sobre el "delirio" que los impulsaba, afirmando que estaba dispuesto a morir por "tres divinas causas: la Religión, el Rey y la Constitución".
El 9 de diciembre de 1821, llegaron a Río los últimos documentos de las Cortes que establecían gobiernos provinciales independientes de la corte pero aún sujetos a Portugal. Además, se ordenó que Pedro regresara lo antes posible para realizar un viaje de incógnito a España, Francia e Inglaterra. Las Cortes pretendían deshacer el legado de Juan VI, convirtiendo cada provincia brasileña en una provincia de Portugal.
El príncipe Pedro llegó a esbozar un manifiesto de despedida a los brasileños. Sin embargo, ya estaba en marcha una activa campaña del "club de la resistencia" en el hogar de José Joaquim da Rocha, lo que llevó al príncipe a cambiar de postura. En las provincias, especialmente en São Paulo y Minas Gerais, los actos re-colonizadores provocaban reacciones similares a las de Río. Comenzaron a reunir firmas para solicitar que el príncipe permaneciera en Brasil. Para José Bonifácio, se aproximaba el momento de tomar decisiones cruciales y de actuar con firmeza para evitar que Brasil se fragmentara en pequeñas colonias desconectadas. La carta del Gobierno de São Paulo al príncipe regente, fechada el 24 de diciembre de 1821, fue redactada por él.Sobre esta carta, Octávio Tarquínio de Sousa comentó:

"Si el tono es de violencia, justificaba su indignación y su revuelta era necesaria para que don Pedro sintiese claramente la disposición en que estaban los brasileños de no dejarse dominar más por Portugal."

El mensaje de José Bonifácio al príncipe tenía un tono amenazante:

"Es imposible que los habitantes de Brasil que sean honorables y se consideren hombres consientan en tales absurdos y despotismos. V. A. Real debe quedarse en Brasil, cualquiera que sean los proyectos de las Cortes Constituyentes, no solo para nuestro beneficio general, sino también para la independencia y la prosperidad futura del mismo Portugal. Si V. A. Real está (lo que no es creíble) deslumbrado por el indecoroso decreto del 19 de septiembre, además de perder para el mundo la dignidad de hombre y príncipe, convirtiéndose en esclavo de un pequeño grupo de desorganizadores, deberá también rendir cuentas ante el cielo por el inevitable río de sangre que correrá en Brasil."

La carta llegó a manos del príncipe en Río el 1 de enero de 1822. Pedro la publicó de inmediato y ordenó su impresión en la Gazeta do Rio el 8 de enero. En una carta al rey Juan VI de Portugal, fechada el 2 de enero de 1822, Pedro escribió: 

"Haré todo lo posible por asegurar la tranquilidad y cumplir los decretos 124 y 125, lo cual me parece imposible, porque la opinión aquí es contraria en todas partes."

#### Manifiesto Paulista
El Manifesto Paulista se refiere a una carta escrita por José Bonifácio de Andrada e Silva, en el Solar dos Andradas, actual sede del Centro de Instrucción de Oficiales de la Reserva de São Paulo, situado en el barrio de Santana, en el municipio de São Paulo, fechada el 24 de diciembre de 1821. En este documento, José Bonifácio, respondiendo a los deseos del pueblo de São Paulo, pedía al príncipe regente Pedro que no acatase las órdenes de las Cortes portuguesas y permaneciese en Brasil.

#### Antecedentes
Bajo la influencia de la Revolución de Oporto de 1820, que marcó la vida política brasileña, Juan VI, Rey de Portugal, Brasil y los Algarves, regresó a Lisboa en 1821, dejando a su hijo, Pedro, como Príncipe Regente de Brasil. 
Sin embargo, las nuevas órdenes de Portugal limitaron el poder del Príncipe Regente y centralizaron el control en manos de las Cortes de Lisboa. Determinaciones como el establecimiento de vínculos administrativos entre las provincias y Lisboa y la obligación de que Su Alteza jurase los acuerdos establecidos en la nueva Constitución, que se estaba elaborando en Portugal, redujeron el mando de Pedro a la ciudad de Río de Janeiro.
La intelectualidad brasileña, que antaño había defendido esta misma magna ley, comenzó a desarrollar un movimiento liberal para promover la independencia política del país, respetando el mantenimiento de la monarquía, liderado por el Príncipe Regente.

#### Más demandas de las Cortes de Lisboa
A principios de diciembre de 1821, el bergantín "Infante D. Sebastião" llegó a Río de Janeiro, portando decretos que ordenaban el regreso de Pedro a Portugal, entre otras órdenes. Allí mismo se inició un movimiento de patriotas, llamado "Club de la Resistencia", cuyo objetivo principal era impedir la salida del príncipe regente. Sin embargo, él mismo ya había escrito a su padre, Juan VI, que regresaría pronto.

#### El Movimiento por la permanencia de Pedro
En Río de Janeiro, el movimiento comenzó a recoger firmas para que Pedro permaneciese en el país. En São Paulo y Minas Gerais, se enviaron emisarios para conseguir apoyo para la causa. Paulo Barbosa da Silva fue a Minas Gerais. En la provincia de São Paulo, Pedro Dias Pais Leme desembarcó en Santos, llegando a la ciudad de São Paulo en la noche del 23 de diciembre de 1821.

#### La redacción del Manifiesto Paulista
Enterado ya de los decretos de Lisboa por la «Gazeta Extraordinária» del 11 de diciembre, el presidente Oeynhausen convocó una sesión el 21 de diciembre para discutir las medidas a tomar en respuesta a los decretos lusitanos. En el acta de la 73.ª sesión se acordó escribir a Su Alteza Real y suspender la ejecución de las órdenes. El Ayuntamiento de São Paulo, en sesión del 22 de diciembre, había sustituido el nombramiento de Martim Francisco, para que José Bonifácio pudiera llegar a un entendimiento con Pedro.
El emisario Pais Leme, procedente de Río de Janeiro, fue al encuentro de José Bonifácio y llegó a Santana, donde le entregó los documentos en una antigua granja que había pertenecido a los jesuitas. Lo encontró aquejado de una enfermedad llamada erisipela.
Aunque postrado en cama debido a esta enfermedad, José Bonifácio, desde su residencia en Santana, ya había redactado una carta al Príncipe Regente, fechada el 24 de diciembre. Varios indicios prueban la autoría de la carta de Bonifácio, y demuestran que fue escrita en la fecha en que se encontraba en Santana, en el "Solar dos Andradas". En primer lugar, relata las noticias publicadas en la Gazeta Extraordinária que conoció antes de que los emisarios de Río de Janeiro llegaran a Santana y, en segundo lugar, por su propio estilo y frases. 
Y así fue, de la antigua mansión de los Andradas, donde se encuentra el Centro de Formación de Oficiales de la Reserva de São Paulo, Pais Leme partió con la carta fechada el 24 de diciembre de 1821. Este documento fue registrado en el Ayuntamiento y se denominó "Manifiesto de los Paulistas por la permanencia del Rey Pedro". Finalmente, el 1 de enero de 1822, llegó a manos del futuro Emperador.
El contenido íntegro de este manifiesto está publicado en la obra titulada «História Geral do Brasil», de Francisco Adolfo de Varnhagen, visconde de Cayru, y en el periódico «Gazeta do Rio de Janeiro» del 8 de enero de 1822.

#### José Bonifácio
José Bonifácio, que defendía la idea de mantener la unión con Portugal dentro un sistema de reino unido, con Brasil manteniendo leyes adecuadas, con reformas sociales y económicas y respeto a los derechos civiles y políticos, se vio ofendido e indignado no teniendo más salida que escribir el manifiesto de los paulistas a Pedro.
La idea de José Bonifacio era de defender la independencia con relación a Portugal y mantener un régimen monárquico bajo la regencia de Pedro.

#### Consecuencia del Manifesto Paulista
La carta escrita por José Bonifácio en el Solar dos Andradas, junto con los apoyos de Minas Gerais y de Río de Janeiro, llevaron a Pedro a optar por quedarse en Brasil, lo que terminó siendo conocido con el nombre del Dia do Fico.

#### ElDia do Ficoy el resto del año 1822

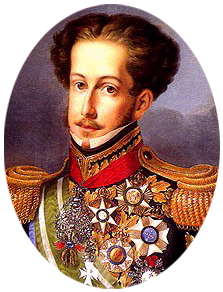
D. Pedro I

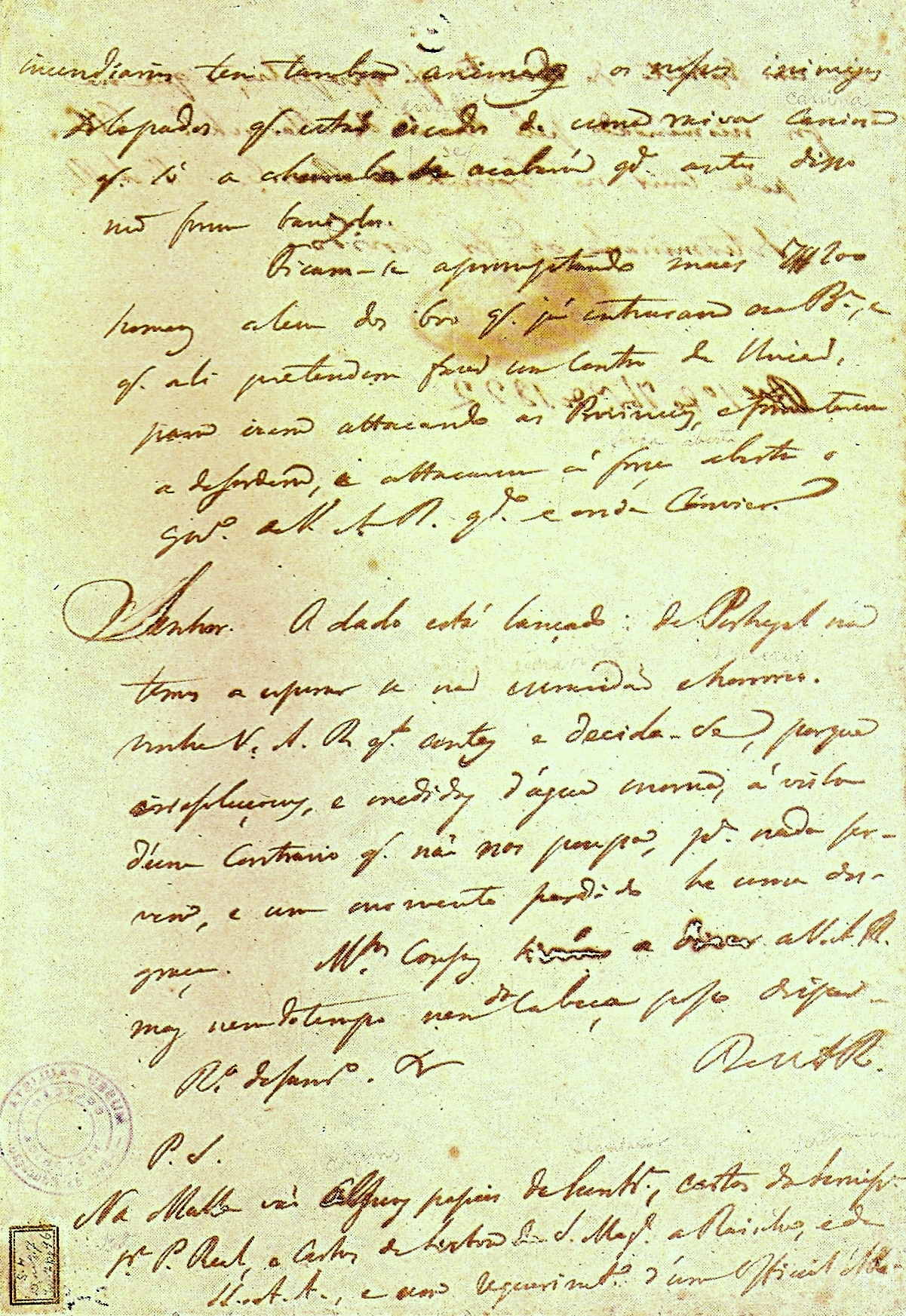
"Señor. La suerte está echada: de Portugal no podemos esperar más que esclavitud y horrores. Venga, Excelencia, cuanto antes y decídase, porque las irresoluciones y las medidas tibias, ante este contrario que no nos perdona, son inútiles, y un momento perdido es una desgracia..." Carta de José Bonifácio a Pedro, fechada el 1 de septiembre de 1822. Colección del Museo Paulista.

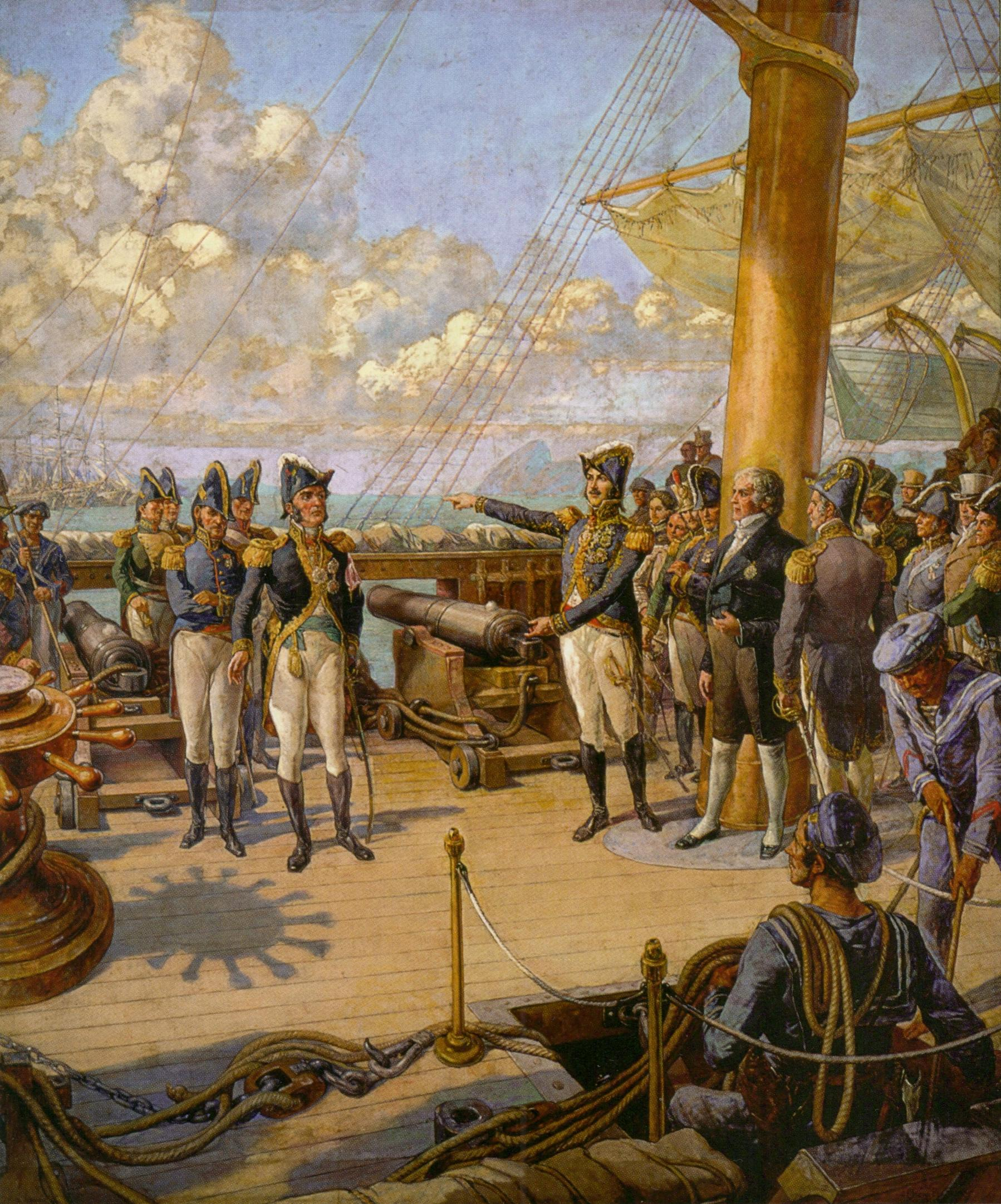
El príncipe regente Pedro (derecha) ordena al oficial portugués Jorge Avilez (izquierda) que regrese a Portugal luego de su fracasada rebelión, a bordo de la fragata União, en febrero de 1822. José Bonifácio puede ser visto al lado de Pedro.

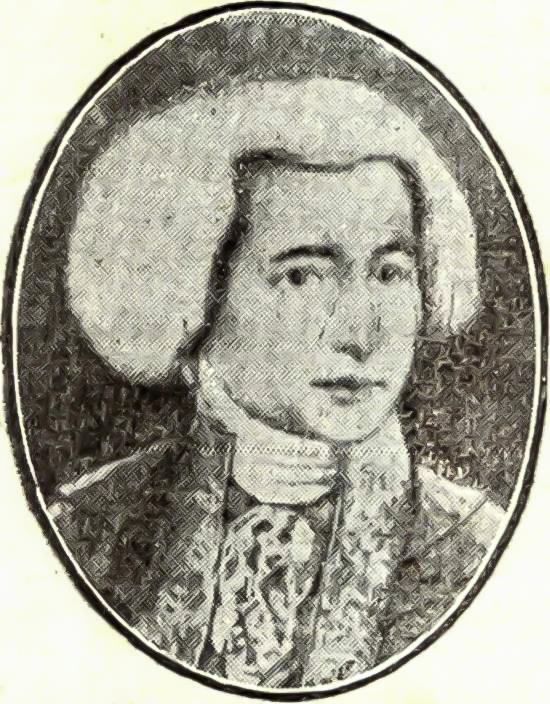
Caetano Pinto de Miranda Montenegro integró el gabinete de los Andrada. Fue el primer ministro de Justicia de Brasil.

A inicios de 1822,  Pedro ya tenía clara conciencia del papel que los patriotas brasileños esperaban que desempeñe y estaba dispuesto a hacerlo. El 9 de enero, cuando José Clemente Pereira, presidente del Senado de la Cámara de Río de Janeiro, le presentó la representación fluminense, intentó obviar la respuesta pero acabó declarando: "Como es para el bien de todos y felicidad general de la nación, estoy listo: diga al pueblo que me quedo!". Esta fecha quedó establecida entonces como el Dia do Fico, conmemorando la decisión del príncipe de quedarse en Brasil.
José Bonifácio llegó a Río de Janeiro el 17 de enero con la representación paulista. Fue en esa ocasión que se entrevistó en la hacienda de Santa Cruz con la futura emperatriz Maria Leopoldina de Austria. El príncipe de 23 años lo nombró su "ministro y secretario de estado de los negocios del reino" siendo el primer brasileño en ocupar un cargo semejante - reemplazando a Marcos de Noronha e Brito. Octávio Tarquínio de Sousa dijo: "Ya no estaba en edad de contentarse con la simple apariencia de las cosas, ni lo engañaban las palabras, por más prestigiosas que fuesen".  Sus ideas estaban esbozadas en las instrucciones elaboradas para los diputados paulistas a las Cortes y atacaban los problemas sociales y económicos. Quería una organización democrática, un gobierno responsable, sistemas representativos, garantías constitucionales. Y, más importante aún, la preservación del orden público - ya que la tropa portuguesa se mudó a Niterói.
El 21 de enero, José Bonifácio ordenó al desembargador del palacio que no hiciese más la repartición de las leyes llegadas de Portugal sin antes someterlas al príncipe regente. El 30 de enero de 1822, incitaba a los gobiernos provisorios de todas las provincias a unirse con sujeción a la regencia de Pedro. Mediante decreto del 22 de febrero de 1822, refrendado por José Bonifácio, convocó la Junta de Procuradores de las provincias. Para ese momento ya empezaba a tener problemas con cierto grupo de políticos de Río de Janeiro: Joaquim Gonçalves Ledo, Januário da Cunha Barbosa y José Clemente Pereira aparecían ante sus ojos como demagogos y agitadores que solo querían precipitar los acontecimientos.
A José Bonifácio se debe seguramente la adhesión de Pedro al movimiento emancipador. Su orientación fue fundamental para que este se diera sin enfrentamientos inútiles. Como medida preliminar se entendía necesaria la unión de las provincias - pero en Pará, Bahía y Maranhão, no faltaba quién quería continuar bajo la dependencia de las Cortes. La posición de Pernambuco le parecía ambigua. Su primera acción fue asegurar la adhesión efectiva de Minas Gerais y, por eso, hizo que el Príncipe Regente viajara para allá. Ese viaje sirvió para una radical transformación de ánimo en Pedro. En su ausencia, por decreto del 23 de marzo de 1822, dejó a José Bonifácio como ministro del Reino al mando del gobierno.
En los primeros meses los dos se entendieron tan bien, de modo íntimo y sin etiquetas, que Pedro venía a verlo para despachar en su casa en Rossio Grande (actual Plaza Tiradentes). Con eso, despertaron celos en el grupo de patriotas cariocas, que deseaban influencia y participar del gobierno. Este grupo impulsó que el título de "protector y defensor perpetuo de Brasil" fuese ofrecido a Pedro el 13 de mayo de 1822, día de gala del pueblo por ser el cumpleaños del rey Juan VI. Pedro aceptó ser aclamado  "defensor",  pero dijo que "Brasil no precisaba de su protección porque se protegía a sí mismo". La iniciativa fue tomada en ausencia de José Bonifácio. El siguiente problema del ministro del Reino fue convocar una asamblea constituyente, idea de todos los patriotas. Según una carta del 3 de abril de 1822 del Príncipe Regente dirigida a José Bonifácio consideraba esta asamblea como "la única reserva que puede contener una corriente tan fuerte". José Bonifácio no se oponía en principio, pero ciertamente dudaba sobre el momento. Prefería asegurar la unidad nacional, establecer la solidaridad de las provincias y temía lo que llamaba "los desórdenes de las Asambleas Constituyentes".
Pero como las Cortes seguían empeñadas en devolver a Brasil su condición colonial, sintió la necesidad de actuar de inmediato. Así, el 23 de mayo, se hizo una carta a Pedro pidiéndole que la convocara sin demora. Dos días antes, el Príncipe Regente había escrito a su padre: "Leyes hechas tan lejos de nosotros, por hombres que no son brasileños y no conocen las necesidades de Brasil, no pueden ser buenas". Pero cuando recibió la comunicación, tuvo palabras moderadas y dilatorias que debieron de ser inspiradas por José Bonifácio. No faltaban en Río de Janeiro elementos reaccionarios, conocidos como "pies de plomo", gente del comercio y negreros, que estimulaban el fervor nativista e incluso favorecían el surgimiento de ideas radicales, claramente republicana o democrática. El grupo liderado por Gonçalves Ledo ganaba más ascendencia que nunca y José Bonifácio los consideraba agitadores. El 1 de junio, el Príncipe Regente emitió una proclama en la que hablaba de la patria amenazada y programó una reunión del Consejo de Procuradores Generales de las Provincias para el 2 de junio, para conocer su opinión sobre la Asamblea Constituyente. En 24 horas, el Consejo le envió una solicitud pidiéndole que convocara la asamblea. El 3 de junio de 1822, se promulgó un decreto en el que José Bonifácio convocaba la Asamblea General Constituyente y Legislativa, que seguía hablando de mantener la integridad de la monarquía portuguesa y la unión con Portugal. 
```
El 15 de junio se dio un paso más hacia la ruptura con Portugal, ya que José Bonifácio informó al 
cónsul
 
inglés
 que ordenaba la admisión de barcos británicos en la 
aduana
, independientemente del certificado del consulado portugués en 
Londres
, hasta que se nombrase un cónsul brasileño en esa ciudad. Pernambuco se unió rápidamente al príncipe regente, pero en Bahía la situación seguía siendo grave y el 15 de junio Pedro envió una carta ordenando al general Madeira que embarcase para Portugal sin demora. Fue necesario enviar una expedición contra él y, como comandante, José Bonifácio nombró al 
general
 
francés
 
Pedro Labatut
, que ya había sometido la 
provincia de Sergipe
.
[
28
]
 Mientras tanto, en 
São Paulo
, hubo un golpe llamado "la bernarda de Francisco Inácio", del que los Andrada salieron fortalecidos, y Martim Francisco fue nombrado 
ministro de Hacienda
 el 4 de julio de 1822, pasando 
Caetano Pinto de Miranda Montenegro
, marqués de Vila Real da Praia Grande, a la recién creada 
cartera de Justicia
. Las finanzas se encontraban en un estado caótico, y el nuevo ministro se mostró, como en São Paulo, inflexible con los deudores del fisco, generalmente los poderosos de la tierra, acostumbrados a no ingresar en las arcas lo que debían. Como resultado, la oposición a los hermanos sólo podía crecer.
```

Ese mismo año, José Bonifácio se convirtió en el primer Gran Maestre del Gran Oriente de Brasil (masonería), que se instaló oficialmente el 17 de junio de 1822.

#### La guerra de la Independencia
A fines de julio de 1822 llegaron noticias a Río de Janeiro de que las Cortes de Lisboa enviaban tropas para dominar el país e imponer las nuevas normas. José Bonifácio ya se entendía de mejor manera con Gonçalves Ledo y con los miembros más destacados de la masonería en Brasil, sobre todo con el general Luís Pereira da Nóbrega de Sousa Coutinho, nombrado ministro de Guerra desde el 28 de junio de 1822. Tomó medidas de mayor gravedad como la de declarar enemigas a las tropas que Portugal mandase a Brasil, a través del decreto del 1 de agosto, en el que Pedro se posicionaba como "regente del vasto Imperio del Brasil por el consentimiento y espontaneidad de los pueblos" y, en pocas palabras, declaraba la guerra a Portugal.
El decreto y el manifiesto que lo acompañaba eran señal de la decisión tomada: la ruptura completa. Pero estos eran actos dirigidos hacia el pueblo brasileño. José Bonifácio, como ministro de asuntos extranjeros, preparó el alegato en que se basaba el príncipe para ser llevado a los demás pueblos. Fue él, junto con Gonçalves Ledo, el autor del documento de 6 de agosto de 1822: extenso, inmoderado, de lenguaje por momentos inconveniente, donde exponía el legítimo resentimiento por tres siglos de dominación, y anunciaba al mundo que los brasileños no admitirían el retorno al régimen anterior. 
En la copia enviada el 14 de agosto de 1822 al cuerpo diplomático acreditado en Río de Janeiro, José Bonifácio explicó la posición de Brasil: 

Teniendo Brasil, que se considera tan libre como el reino de Portugal, sacudido el jugo de la sumisión y de la inferioridad con que el reino hermano lo pretendía esclavizar, y  pasando a proclamar solemnemente la independencia y a exigir una asamblea legislativa dentro de propio territorio, con las mismas atribuciones que Lisboa...

Desde el 12 de agosto estaban nombrando a Felisberto Caldeira Brant Pontes, el futuro marqués de Barbacena, como encargado de negocios ante el gobierno británico; Manoel Rodrigues Gameiro Pessoa en París; y a Luís Moutinho para Washington. En las instrucciones de José Bonifácio, el ítem principal era procurar que sea reconocida la independencia de Brasil.

#### Proclamación de la Independencia

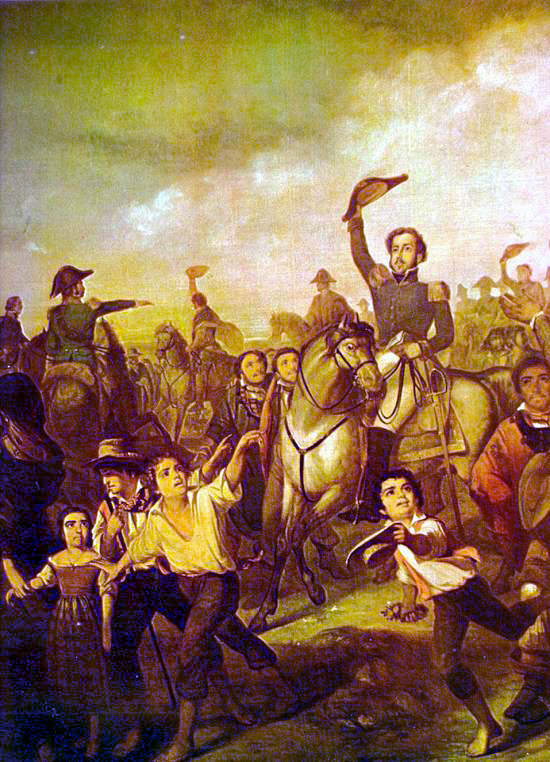
La declaración de independencia

El príncipe regente, el 14 de agosto de 1822 partió para São Paulo, cuyo gobierno reaccionario parecía querer desobedecer a José Bonifácio. Antes había tenido éxito en su misión a Minas y pretendía repetirlo en São Paulo. Fue bien recibido y "con la de que sus estropicios y excesos sólo disminuirían más tarde", puso orden en el gobierno provincial. En su ausencia queró como regente su esposa, la princesa Leopoldina de Habsburgo, colaboradora de José Bonifácio. Tenía poderes para, en consejo de ministros, tomar junto a él las medidas necesarias para "el bien y la salvación del Estado".
A fines de agosto llegaron a Río tres navíos procedentes de Lisboa con las noticias de que las Cortes habían decidido degradar al príncipe a simple delegado temporal, y sólo en aquellas provincias donde ejercí autoridad, con ministros llegados de Lisboa. Habían anulado la convocatoria del Consejo de Procuradores de las Provincias y mandarían procesar a todos cuantos hubieran actuado contra su política. El objetivo era José Bonifácio, tenido como el principal responsable de los acontecimientos. Este recibió, al mismo tiempo, carta de su hermano Antônio Carlos, que estaba em Lisboa. Y le escribió a Pedro: 

"O dado está lançado e de Portugal não temos a esperar senão escravidão e horrores. Venha V.A. quanto antes e decida-se, porque irresoluções e medidas d'água morna, à vista desse contrário que não nos poupa, para nada servem e um momento perdido é uma desgraça".
El dado está lanzado y de Portugal no podemos esperar sino esclavitud y horrores. Venga Su Alteza cuanto antes y decídase, porque dudas y medidas tibias, a la vista del enemigo que nos preocupa, para nada sirven y un momento perdido es una desgracia.

Con su carta siguieron cartas de Leopoldina, incitando al marido al gesto, una de Antônio Carlos y otra de Henry Chamberlain.
El emisario, Paulo Emílio Bregaro, encontró a Pedro que regresaba de Santos, leyó los papeles, demostró su gran indignación y, al encontrar a la Guardia de Honor que lo esperaba en las márgenes del riacho Ipiranga, comunicó que las Cortes querían "masacrar" al Brasil. Eran las cuatro y media de la tarde del 7 de septiembre de 1822, y el príncipe, en un verdadero grito, exclamó: 

"É tempo! Independência ou morte! Estamos separados de Portugal".
"¡Es tiempo! ¡Independencia o muerte! Estamos separados de Portugal".

#### El final de 1822: aclamación y disturbios

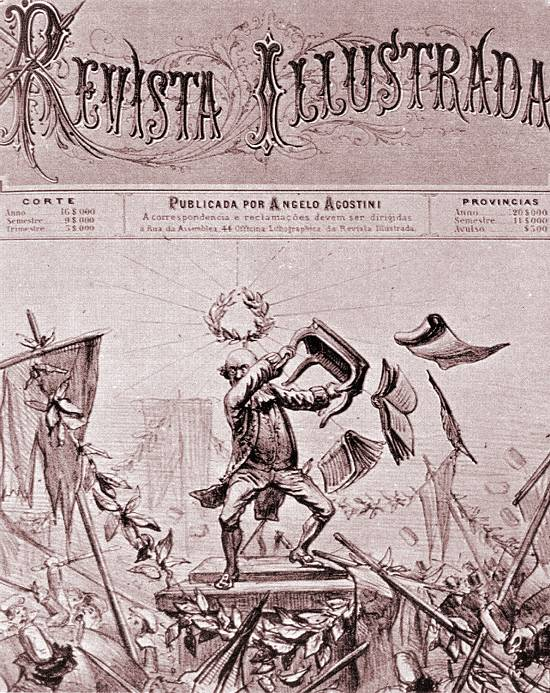
Caricatura de José Bonifácio, por Angelo Agostini

José Bonifácio, confirmado como ministro del Interior y de Asuntos Exteriores, fue tomando providencias en el nuevo gobierno. Por decreto del 18 de septiembre describió el escudo y la bandera brasileña tal como permanecieron hasta 1889. Por otro decreto, también del 18 de septiembre, creó la banda nacional brasileña, verde y amarilla. En otro decreto, concedió una amnistía general para todas las opiniones políticas pasadas pero excluyó de los beneficios a los que estaban encarcelados y bajo proceso. Renunció por primera vez cuando Ledo inspiró al Emperador un decreto ordenando el cese de la investigación en São Paulo.
Sin embargo, a pesar de que Pedro estaba vinculado a José Bonifácio, estaba siendo acosado por el grupo de Gonçalves Ledo que era visto como un auténtico representante del sentimiento popular. El día que llegó a São Paulo, Pedro fue a ocupar su puesto. No pretendía dejar a José Bonifácio, sino que, habiendo creado fe en su destino, había ganado confianza en sí mismo y pretendía escuchar otras opiniones. En septiembre y octubre de 1822, Pedro parecía oscilar más que nunca, con su temperamento nervioso, de un lado entre los patriotas, queriéndolo todo y disputándose la primacía, y del otro, José Bonifácio, intentando alcanzar los mismos fines pero sin demagogia ni temeridad.
Este grupo preparó otra importante acción política, la aclamación de Pedro I, el 12 de octubre de 1822, como emperador constitucional de Brasil. La cláusula estipulaba que el nuevo emperador debía prestar juramento a la Constitución, que sería redactada por una Asamblea Constituyente. José Bonifácio se opuso rotundamente a esta cláusula, y fue el motivo de su ruptura con el grupo de Gonçalves Ledo. Pero después de que Pedro disolviera la Asamblea Constituyente, pasó a exhibir a una concubina, creó tribunales de excepción, hizo morir a patriotas en la horca, exilió y mantuvo en el exilio durante seis años a José Bonifácio y, sobre todo para los "demócratas", otorgó una Constitución que no cumplió. Ledo no estaba entre los liberales que se opusieron al emperador.

#### Campañas por la Independencia
El momento era grave, pues Bahía, Piauí, Maranhão y Pará seguían fuera de la comunidad nacional y existía el peligro de una reacción armada de Portugal. José Bonifácio quería que Pedro fuese aclamado emperador pero también quería un poder ejecutivo fuerte que asegurase el orden y completase la tarea de unir a las provincias. Temía a las asambleas constituyentes. En vísperas de la aclamación, José Bonifácio ya había recuperado su ascendiente sobre Pedro y, el 12 de octubre, éste fue aclamado emperador constitucional de Brasil en medio de grandes festejos, pero sin la cláusula del juramento previo.
El juicio de muchos historiadores es que, sin él en el gobierno, la unidad del Império se habría preservado con mucha mayor dificultad, y Brasil, dividido y desgarrado, probablemente no habría escapado a los trances del caudillismo y la tiranía militar. Pero hubo enfrentamientos con los hermanos Andrada el 28 de octubre de 1822, y Pedro I organizó un nuevo gabinete en el que José Bonifácio fue sustituido por José Egídio Álvares de Almeida, barón de Santo Amaro, su antiguo compañero en Coímbra, y Martim Francisco fue sustituido en Hacienda por el juez João Inácio da Cunha.
José Joaquim da Rocha inició un movimiento para devolver a los Andrada al poder con una intensa labor de propaganda, tumultuosas sesiones en el Senado de la Cámara, manifestaciones populares y José Bonifácio volvió, siendo restituido en su cargo por decreto el 30 de octubre de 1822. Tomó medidas estrictas, como los exilios. El 20 de diciembre de 1822, José Clemente Pereira, Januário da Cunha Barbosa y Pereira da Nóbrega partieron para Le Havre. Gonçalves Ledo consiguió escapar a Buenos Aires. En una orden del 11 de noviembre, los llamó a todos «furibundos demagogos y anarquistas».
José Bonifácio, ministro del Imperio y de Asuntos Exteriores, encargado por tanto de dirigir tanto la política interior como la exterior, se encargó también de crear una Marina de Guerra. Caldeira Brant le envió cerca de 400 marineros y oficiales ingleses desde Londres, que fueron puestos a disposición de Thomas Cochrane, un ansioso y experimentado lobo de mar sin muchos escrúpulos, conde de Dundonald, que más tarde se convertiría en marqués de Maranhão y que se encontraba en Chile, a cuya armada servía. Cochrane fue contratado por el gobierno imperial para hacer la guerra en el mar contra los portugueses y las Juntas Gubernativas de las provincias de Piauí, Maranhão y Gran Pará, hasta entonces refractarias a la separación. El gobierno de la provincia Cisplatina capituló, bajo Álvaro da Costa, el 18 de noviembre de 1823. A finales de año, todas las provincias se habían integrado políticamente en el nuevo imperio.
Otra medida de guerra fue el decreto del 11 de diciembre de 1822, en el que José Bonifácio ordenaba el secuestro de todos los bienes de las aduanas del Imperio propiedad de portugueses que estuvieran en su poder, los edificios rústicos y urbanos, y las embarcaciones pertenecientes a súbditos de Portugal. Otro decreto, de 30 de diciembre de 1822, elevó los derechos de importación de las mercancías portuguesas al 24%, equiparándolas así a las de los demás países del mundo, excepto las procedentes de Inglaterra que, en virtud del tratado de 1810, seguían pagando el 15%.
José Bonifácio, que no utilizaba esclavos en sus haciendas, escribía a Caldeira Brant desde octubre de 1822, solicitando trabajadores rurales ingleses para establecerse en Brasil. Alrededor de 250 llegaron, según informó Caldeira Brant el 16 de enero de 1823, inicialmente en el barco «Lawpin».

#### La Asamblea Constituyente: 1823

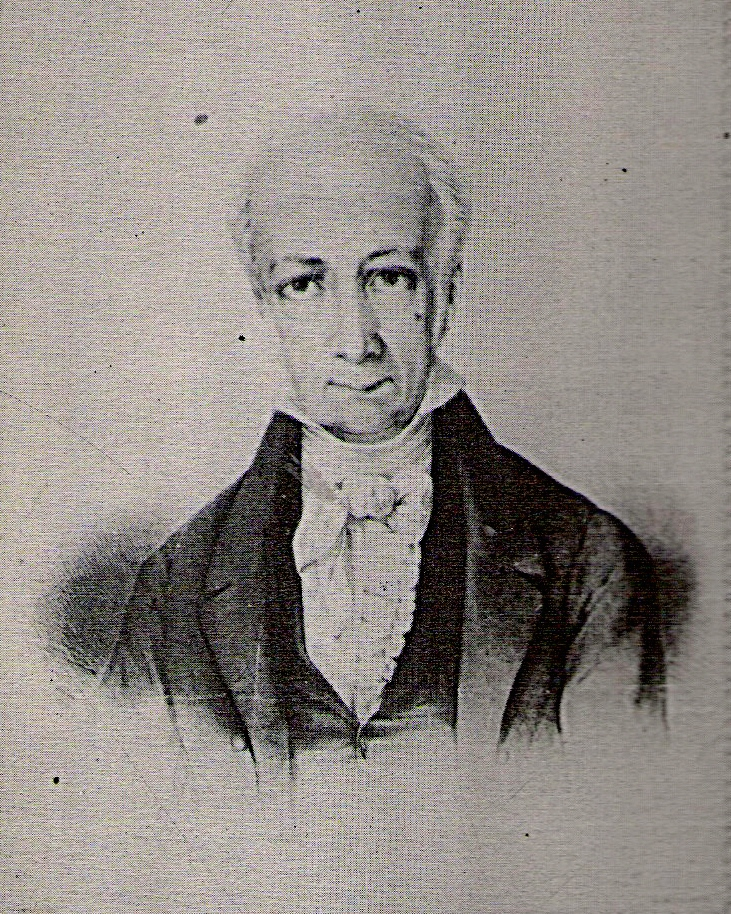
Antônio Carlos, hermano de José Bonifácio, lideró la oposición a Pedro I en la Asamblea Constituyente de 1823.

1823 fue el gran año de la Asamblea Constituyente. Un decreto del 14 de abril fijó la primera reunión preparatoria para el 17 de abril y la apertura definitiva para el 3 de mayo. La opinión de José Bonifácio quedó expresada en la frase que Pedro I pronunció en su coronación, en la pomposa y teatral ceremonia del 1 de diciembre de 1822: 

"Con mi espada defenderé la patria, la nación y la Constitución, si es digna de Brasil y de mí

Era una advertencia a los diputados, como el resto de su discurso, de que no debían limitarse a perpetrar la obra de teóricos y soñadores. Para José Bonifácio, el mandato de los constituyentes no era irrestricto; la forma de gobierno había sido predeterminada: una monarquía constitucional.
En un Brasil con un millón de esclavos con una población total de menos de cuatro millones, apenas salido de la opresión colonial, sin escuelas, sin universidades, en el que hasta hacía 15 años no se reconocía la existencia de una imprenta ni de un periódico, la asamblea reunió a muchos hombres de valía pero todos inexpertos en cuestiones de técnica parlamentaria y legislativa. La posición del gobierno se volvió menos cómoda. Pronto estallaron protestas liberales, el gobierno mantuvo a gente en las cárceles sin cargos, ordenó deportaciones, coaccionó a la prensa. Se formó una oposición feroz en la Asamblea y José Bonifácio no tenía las dotes de persuasión necesarias. Fue un mal orador, con un timbre de voz poco amable, no se molestaba en ser simpático, no disimulaba cierta arrogancia. "Por no haber sido más sereno, hoy carga con culpas que no le pertenecen", concluyó Octávio Tarquínio de Sousa, como el atentado contra el periodista Luís Augusto May. Mientras tanto, Pedro empezó a creerse todas las alabanzas, todos los elogios, creyéndose el único héroe, el autor exclusivo de la independencia.

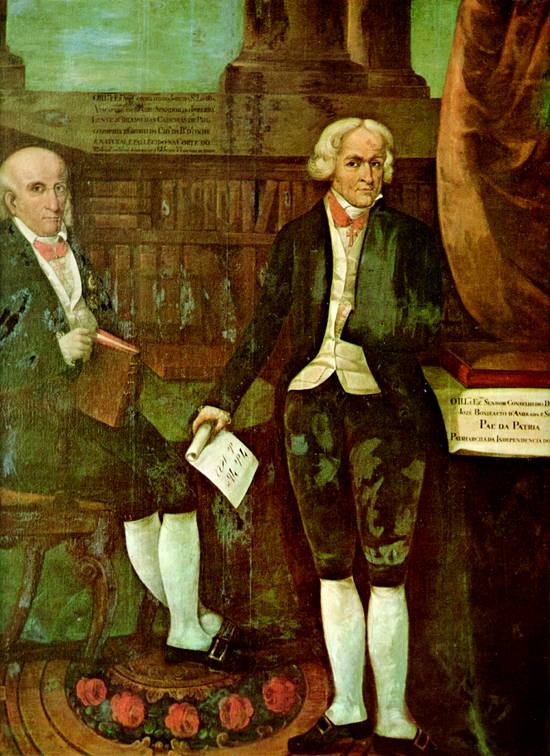
El Visconde de Cairu y José Bonifácio, en un cuadro del pintor R. Nunes, disponible en el Municipio de Salvador de Bahía.

José Bonifácio cayó después de un episodio que involucró al padre Francisco Muniz Tavares, diputado por Pernambuco, sobre la situación de los portugueses en Brasil. El proyecto de deportación no tuvo éxito pero dio la oportunidad de decir lo que no se debía. El emperador decidió destituir a su ministro y despedirlo por un asunto de política regional en São Paulo. José Bonifácio se consideró destituido en la tarde del 15 de julio de 1823. Su sustituto fue José Joaquim Carneiro de Campos, más tarde marqués de Caravelas. En solidaridad, su hermana Maria Flora Ribeiro de Andrada también dimitió como principal acompañante de la Emperatriz.
Sobre este episodio, Maria Graham comenta: 

La dimisión de José Bonifácio es segura, y no menos segura es la de su hermano Martim Francisco, cuya irreprochable honestidad al frente de la Hacienda no será fácilmente sustituida. (...) La idea más generalizada es que los Andrada fueron superados por un partido republicano en la Asamblea. (...) Mientras tanto José Joaquim Carneiro de Campos es Primer Ministro y Manuel Jacinto Nogueira da Gama está al frente del Tesoro; un hombre lo suficientemente rico como para estar por encima de cualquier tentación cuyo carácter, en lo que a integridad se refiere, apenas está por debajo del de su predecesor.

En una entrevista concedida el 5 de septiembre de 1823 a O Tamoyo, periódico que fundó en agosto de 1823 tras su dimisión del gobierno y que sólo vivió tres meses, explicó sus ideas y abrió su corazón. El hombre público estaba intacto, lleno de interés por la política. No podía mantenerse alejado de la Corte, ya que era miembro de la Asamblea Constituyente, pero lucharía contra lo que no le gustaba. El 1 de septiembre de 1823, se dio lectura a la constitución de la mandioca, de 272 artículos, de la que Antônio Carlos, su hermano, fue ponente y principal autor. Era francamente liberal, y creaba un fuerte poder ejecutivo, delegado en el emperador. Pero ya existían cuatro o cinco grupos dentro de la asamblea. Y en Portugal, un golpe absolutista contra las desastrosas Cortes había vuelto a investir al rey Juan VI con todos los poderes del Estado. En Brasil, los portugueses y los reaccionarios empezaban a levantar cabeza.
El Emperador cedía poco a poco, y el elemento militar portugués se infiltró en el ejército, volviéndose peligroso e insolente. Continuaba la campaña de los que se decían patriotas, nacionalistas y anti portugueses. Hubo discursos de gran exaltación en noviembre de 1823, tras el episodio del boticario Davi Pamplona Corte Real. El emperador rehízo entonces su gabinete con personas incoloras o reaccionarias. Francisco Vilela Barbosa, más tarde marqués de Paranaguá, recién llegado de Portugal, fue elegido nuevo ministro del Imperio. Las tropas comenzaron a exigir restricciones a la libertad de prensa y la expulsión de los Andrada de la Asamblea. La disolución de la Asamblea Constituyente se hizo inevitable. Según Maria Graham, "la verdadera causa del descrédito de José Bonifácio estaba en la amante del Emperador y en Plácido. Cuando los Andrada fueron deportados, fue una inglesa, la señora Chamberlain, amante del cónsul inglés en Río, quien obtuvo permiso para que sus esposas les acompañaran.
José Bonifácio fue arrestado en su casa y llevado a la Fortaleza da Laje, después de que el Emperador disolviera la Asamblea el 12 de noviembre de 1823. No habría nueva Asamblea Constituyente - Pedro I otorgó una Constitución el 24 de marzo de 1824, que era una adaptación del anteproyecto de Antônio Carlos, que había estado en curso en la disuelta Asamblea Constituyente. Condenado al exilio, partió de Río de Janeiro en un viejo charrúa, llamado Lucônia, el 20 de noviembre de 1823, comandado por el portugués Joaquim Estanislau Barbosa, con destino a Le Havre. Tras un motín durante el viaje, hicieron escala en Vigo, España, el 12 de febrero, y estuvieron a punto de ser apresados por navíos portugueses, escapando gracias a la intervención del cónsul británico que lo buscó a bordo. Viajaron por tierra hasta La Coruña y en barco hasta Burdeos, donde desembarcaron el 5 de julio.

### Exilio y regreso a Brasil

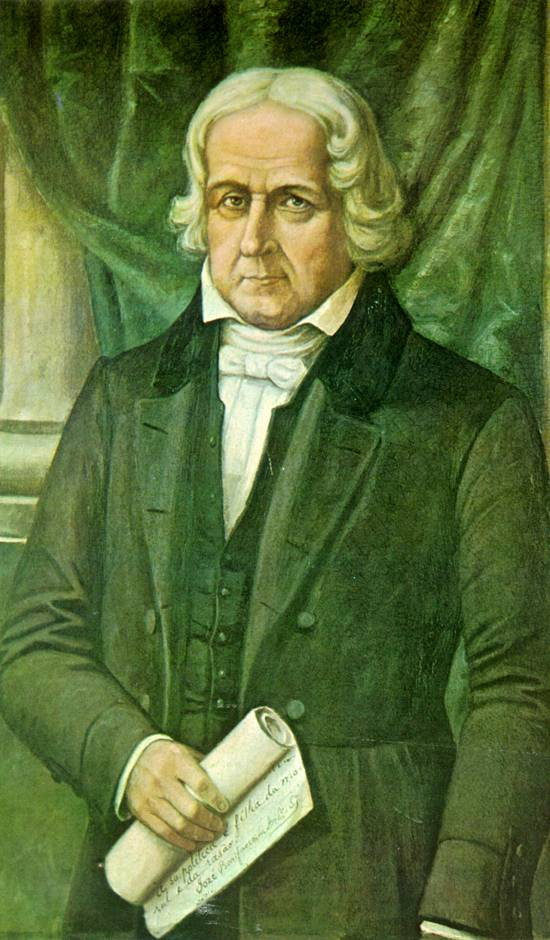
José Bonifácio retratado por Benedito Calixto.

Desterrado, José Bonifácio se fue a vivir a Talence, a cuatro kilómetros de Burdeos, con su familia. Vivió en el exilio entre los 61 y los 66 años. Martim Francisco y Antônio Carlos también vivieron en Burdeos. Durante este período, renació en él el trabajador intelectual, el hombre de estudios, y la "soledad del campo", como escribía a sus amigos, le trajo "la antigua manía de ser poeta". Tradujo a Virgilio y a Píndaro, compuso y publicó en Burdeos en 1825, bajo el seudónimo arcadio de "Américo Elísio", "Poesías avulsas" gastando en ello 500 francos. No era ni un buen poeta ni un poeta original. Las noticias de Brasil no podían alegrarle. El 25 de marzo de 1824, tras la concesión de la Carta Constitucional, Pedro I se había mostrado implacable a la hora de sofocar el movimiento revolucionario del Nordeste, conocido como Confederación del Ecuador, nacido de la disolución de la Asamblea. 

El partido portugués había asumido tal importancia en septiembre de 1824 que la menor señal de inteligencia en un ministro brasileño lo derribaría. Todos los funcionarios del palacio, incluidas las mujeres, son portugueses o franco-lusitanos. 

Le preocupaban especialmente las negociaciones para el reconocimiento de la independencia en Portugal e Inglaterra, que se prolongaron hasta agosto de 1825. El hecho de que Brasil aceptase pagar a Portugal dos millones de libras esterlinas le parecía más una carta de liberación que un reconocimiento. Fue despiadado con Juan VI, al que llamaba "Juan Burro", y con Pedro, al que comparaba con Pedro Malasartes. Consideraba un insulto que Pedro hubiera dado a su amante Domitila de Castro Canto y Melo el título de Vizcondesa de Santos, la misma ciudad en la que él había nacido.
La primera Asamblea Legislativa brasileña se instaló en mayo de 1826. Pedro I no actuó con imparcialidad en la elección de los senadores, ni era de esperar que lo hiciera. El rey Juan VI había muerto y Pedro le había sucedido en el trono portugués. Sin embargo, concedió una carta decretando una amnistía general y abdicando en favor de su hija Maria da Glória, la futura Maria II. Mientras tanto, la investigación sobre los Andrada se perpetuaba en São Paulo, prolongándose hasta 1828, y José Bonifácio permanecía en Burdeos. Durante este período fue elegido dos veces diputado por Bahía. Antônio Carlos y Martim Francisco obtuvieron permiso para regresar y salieron de Burdeos el 26 de abril de 1828. Fueron conducidos a la fortaleza da Ilha das Cobras, en Río de Janeiro, el 4 de julio, y el 6 de septiembre de 1828 fueron absueltos y liberados.

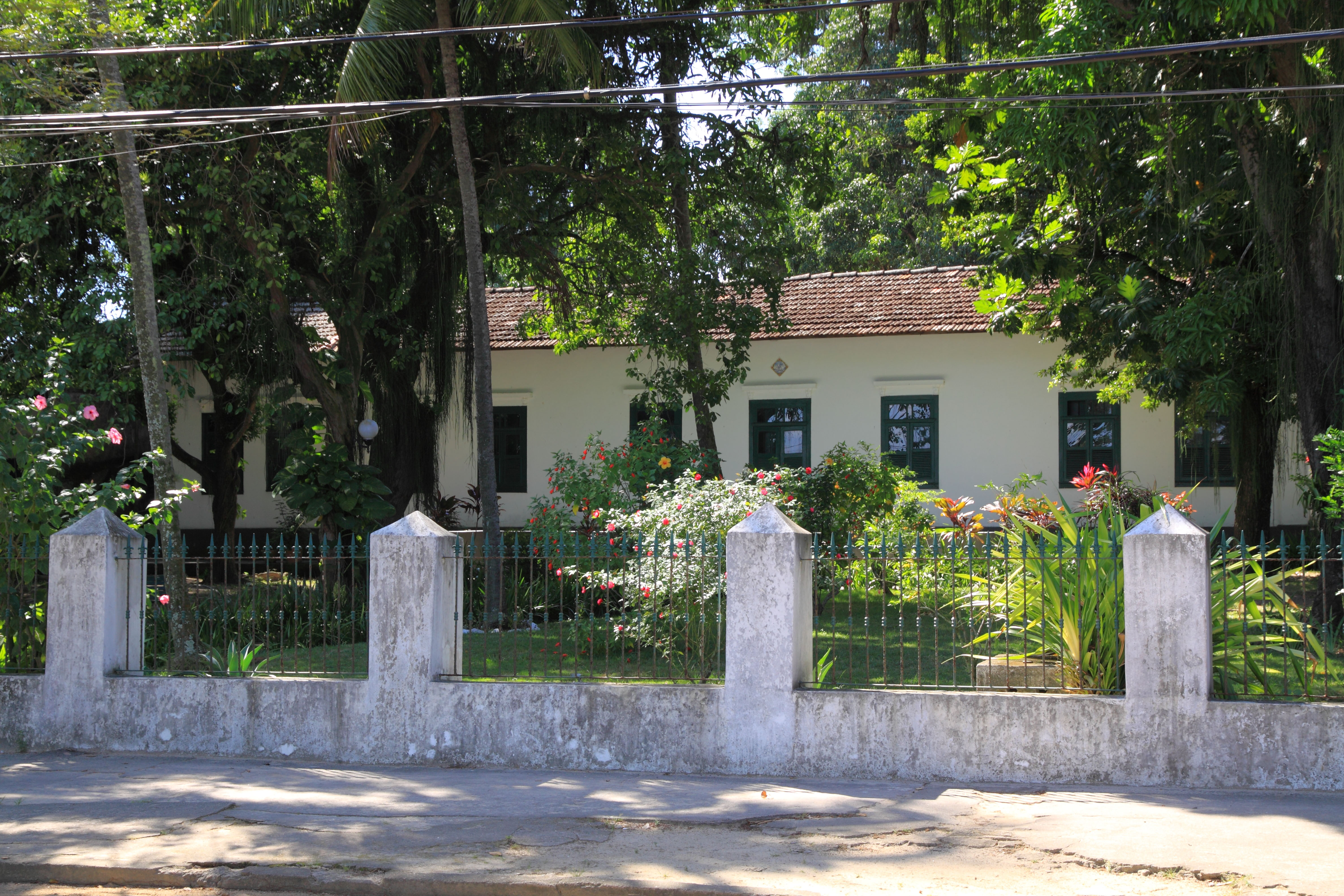
Casa de José Bonifácio en la isla de Paquetá.

En 1829 José Bonifácio fue autorizado a regresar a Brasil. Llegó a Río de Janeiro el 23 de julio, llevando el cadáver de su esposa, que había muerto en el viaje. El ministro del Imperio José Clemente Pereira era su adversario y el ministro de Asuntos Exteriores era el marqués de Aracati, su socio en el gobierno provisional de São Paulo y más tarde también adversario. La situación política no era la mejor pues el emperador no se llevaba bien con el poder legislativo, no elegía ministros que gozasen del apoyo de los diputados, entre los que había quienes querían instaurar un parlamentarismo a la inglesa. El Primer Reinado se había caracterizado por una constante inestabilidad política y social. José Bonifácio tenía grandes dudas sobre la campaña liberal liderada por Bernardo Pereira de Vasconcelos, Evaristo da Veiga y otros. Generoso, perdonó al que a veces llamaba el Pequeño, y Pedro lo recibió con alegría. Siempre se llevó bien con el Marqués de Barbacena, que había desembarcado en Río el 16 de octubre de 1829 con la nueva emperatriz Amelia de Leuchtenberg. Pero sus enemigos no le dejaron descansar y, ya en marzo de 1830, fue acusado de estar implicado en una conspiración republicana, como insinuó el Diario Fluminense. Vivió entonces retirado en la isla de Paquetá.

### Tutor de los príncipes

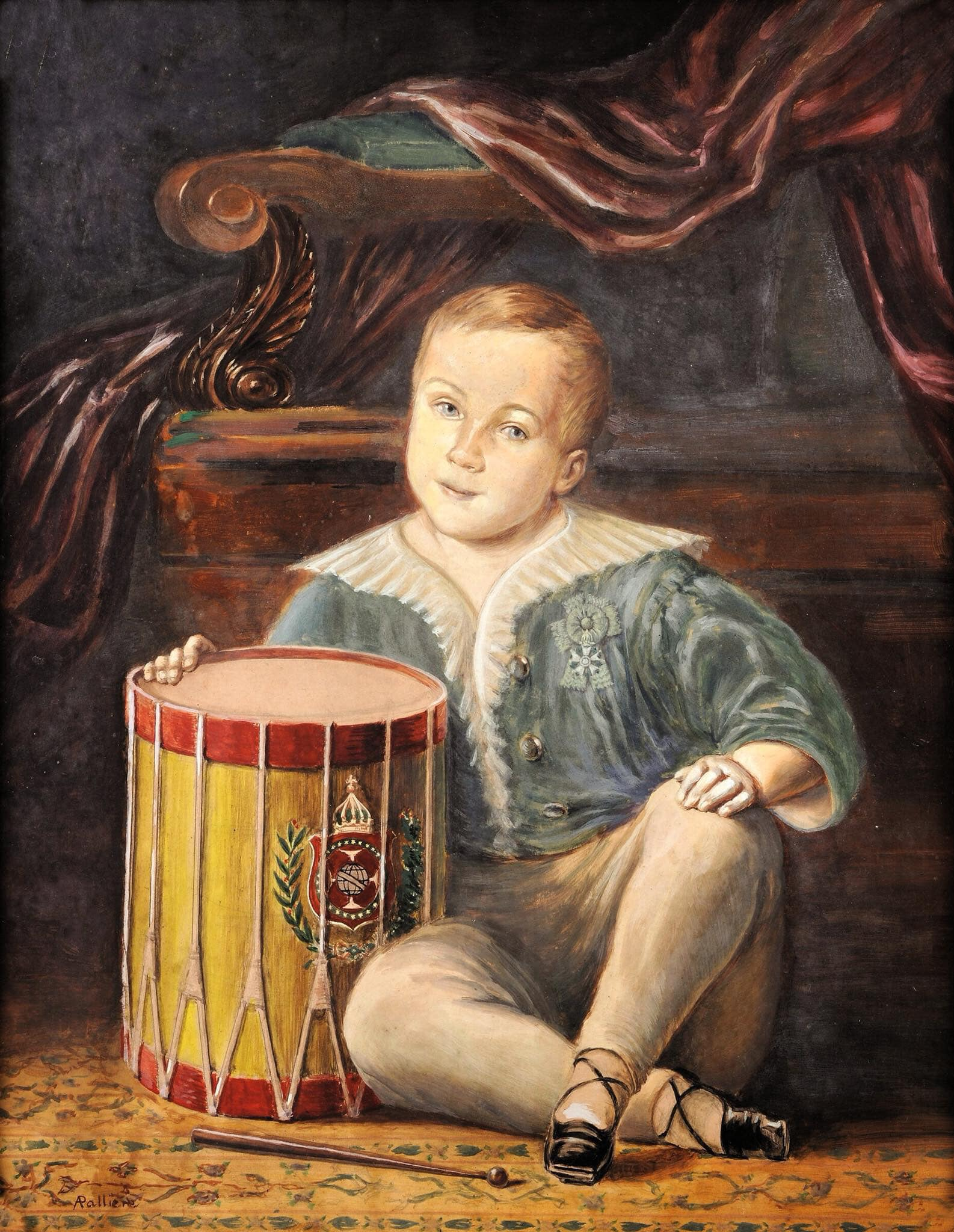
Pedro II en 1826 por Arnaud Julien Pallière, Museo Imperial de Petrópolis.

Con la abdicación de Pedro I, el 7 de abril de 1831, José Bonifácio fue nombrado como tutor de su hijo de cinco años, el futuro Pedro II. Aunque mal marido, el emperador fue un padre devoto y cariñoso con todos sus hijos, legítimos o no. El emperador firmó un decreto nombrando "tutor de mis queridos y amados hijos al muy recto, honorable y patriota ciudadano José Bonifácio de Andrada e Silva, mi verdadero amigo". El 8 de abril, José Bonifácio fue al Palacio de Boa Vista para visitar a sus alumnos. Tenía 68 años y su temperamento y carácter no prometían un tutor ideal. Aún así se presentaría en la cámara de diputados, ya que era suplente de Honorato José de Barros Paim. Prestó juramento ante el Senado como tutor elegido por la Asamblea el 19 de agosto de 1831. La ley de 12 de agosto de 1831 reguló sus funciones y sólo le correspondía nombrar maestros y mayordomos. Mantuvo a Luís Aleixo Boulanger para enseñarles escritura, primeras letras y geografía; al canónigo Renato Pedro Boiret para enseñar lengua francesa; a Simplício Rodrigues de Sá, dibujo; a Lourenço Lacombe, danza; a Fortunato Mazzioti, música. Acabó peleándose con Mariana Carlota de Verna Magalhães Coutinho, a quien los príncipes consideraban una segunda madre, y que tuvo no poca participación en la campaña contra él.
Pronto se convirtió en sospechoso para el gobierno. El ministro de Justicia Diogo Antônio Feijó, que había sofocado dos graves levantamientos armados en Río en 1831 y 1832, se convenció de que José Bonifácio había participado en este último y lo acusó formalmente. En 1833, el gran temor era el regreso de Pedro I, la restauración, un golpe "caramuru". Antônio Carlos había incluso viajado a Europa para convencerlo de que volviera. La Aurora Fluminense, de Evaristo da Veiga, acusó al tutor de falta de compostura, comentando dos bailes dados en el Palacio. Finalmente, José Bonifácio fue suspendido de su cargo por decreto el 14 de diciembre de 1833, por un acto cuyo verdadero autor fue el Ministro de Justicia Aureliano Coutinho, más tarde Vizconde de Sepetiba, que escribió a Mariana de Verna: "Enhorabuena, señora. Fue duro, pero conseguimos desembarcar al coloso." Estaban equivocados. José Bonifácio se resistió enérgicamente a varios jueces de paz que acudieron al palacio para quitarle el decreto de suspensión, porque no lo consideraba legal. Y escribió al ministro del Imperio: "Cederé a la fuerza, porque no la tengo". Para deshacerse de él, se movilizaron las tropas y se dictó una orden de detención en su contra. El gobierno lo arrestó en su casa, en la isla de Paquetá. En su lugar fue nombrado Manuel Inácio de Andrade Souto Maior Pinto Coelho, el Marqués de Itanhaém.

## Vida personal

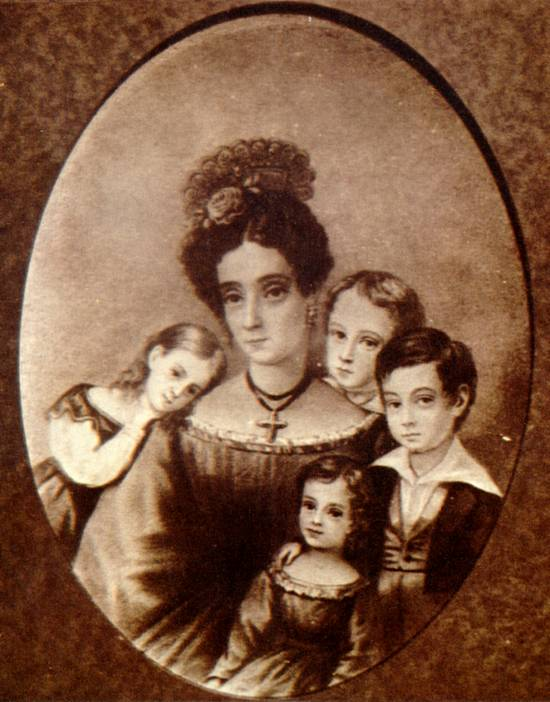
Gabriela Frederica y sus hijos (hija de José Bonifácio, se casó con su tío Martim Francisco).

José Bonifácio se casó en Lisboa el 31 de enero de 1790, en la iglesia de Nossa Senhora da Lapa, con una dama irlandesa, Narcisa Emília O'Leary, que le dio dos hijas.
Según Maria Graham, una inglesa contemporánea, no había lugar donde se pudiera pasar media hora con más placer y provecho que en la familia de "este antiguo ministro". "Su mujer es de origen irlandés, una O'Leary, una dama de la mayor amabilidad y gentileza, verdadera admiradora del valor y el talento de su marido. (...) Pero es el propio José Bonifácio quien despierta mi mayor interés. Es un hombre pequeño, de rostro delgado y pálido. Sus modales y su conversación impresionan inmediatamente al interlocutor con la idea de su incansable actividad, que parece consumir el cuerpo que habita. (...) Se notaba que era muy popular entre la gente menuda. Conmigo, como extranjero, era de lo más ceremonioso, aunque delicadamente cortés, y conversaba de todos los temas y de todos los países". .

### Hijas
- Carlota Emília, que se casó con Alexandre Antônio Vandelli, ayudante de su suegro desde 1813 en la Intendencia-Geral das Minas e Metais y en la Academia de Ciencias.
- Gabriela Frederica Ribeiro de Andrada que, el 15 de noviembre de 1820, se casó con su tío, Martim Francisco Ribeiro de Andrada, en Santos.

Cuando regresó a Brasil, trajo consigo una hija bastarda ilegítima, Narcisa Cândida, llamada así en honor a su esposa.

## Muerte
José Bonifácio abandonó la vida política y pasó el resto de sus días retirado en su casa de la isla de Paquetá, en la bahía de Guanabara. Murió cerca de allí, en Niterói, a los 75 años, el 6 de abril. Su cuerpo, embalsamado, fue trasladado a Río de Janeiro tres días después y depositado en la Iglesia de la Orden Tercera del Carmen, donde permaneció expuesto hasta el 25 de abril. En esa fecha, su hija Gabriela Frederica Ribeiro de Andrada lo llevó a Santos y lo enterró en el presbiterio de la Iglesia Nuestra Señora del Carmen, según su testamento. Dejó pocas posesiones pero su biblioteca contaba con seis mil volúmenes.
Hoy, sus restos reposan junto a los de sus hermanos, Antônio Carlos, Martim Francisco y el padre Patrício Manuel, en un monumento situado en Santos, en la plaza Barão do Rio Branco 16, llamado Panteón de los Andradas, inaugurado el 7 de septiembre de 1923.

## Representaciones y honores

### En la cultura
- José Bonifácio fue representado como personaje en el cine y en la televisión, interpretado por Dionísio Azevedo en la película Independência ou Morte] (1972); Leonardo Villar, en la telenovela Marquesa de Santos] (1984); Paulo Goulart, en la miniserie O Quinto dos Infernos] (2002); y Felipe Camargo, en la telenovela Novo Mundo (2017).
- El documental Bonifácio: O Fundador do Brasil] se estrenó en junio de 2018 en varias capitales y grandes ciudades brasileñas. La película se financió a través del modelo de financiación colectiva - la mayor recaudación de fondos de este tipo en el cine brasileño- y producida por IVIN Films.[37]

### En las artes
- La ciudad de Pelotas (Río Grande del Sur) tiene una plaza con su nombre, frente a la Catedral de São Francisco de Paula, con un monumento central en su honor.
- Panteón dos Andradas (São Paulo) - en el centro histórico de Santos, donde reposan sus restos; en la cámara principal hay una estatua diseñada por Rodolfo Bernardelli.
- Estatua en Bryant Park (Nueva York) - regalo del gobierno brasileño a los Estados Unidos, obra de José Otávio Correia Lima inaugurada el 22 de abril de 1955 en el primer lugar donde se instaló (en la Sexta Avenida, esquina con la Calle 42 Oeste) en presencia del alcalde Roberto F. Wagner y del embajador brasileño en los Estados Unidos João Carlos Muniz. Muchos años después, sin embargo, el monumento se trasladó a Bryant Park.
- Estatua en Largo de São Francisco (Río de Janeiro) - homenaje del Instituto Histórico y Geográfico Brasileño, obra de Louis Rochet inaugurada en presencia de Pedro II, en el cincuentenario de la Independencia.
- Retrato de José Bonifácio - óleo, en el Salón de Honor del Museo Paulista, de Oscar Pereira da Silva.

### Navíos
La Marinha lo considera su fundador y bautizó tres de sus belonaves con su nombre:
1. Yate José Bonifácio, incorporado a la escuadra en 1915 para servir a la Presidencia de la República; en 1923 aún estaba en operación;[38]
2. Crucero José Bonifácio o Crucero Andrada, incorporado a la escuadra en 1894; estuvo en servicio hasta 1913;[39]
3. Buque Hidrográfico/Auxiliar José Bonifácio, incorporado en 1932; operó hasta 1963, cuando estuvo en Santos, participando de las conmemoraciones del bicentenario del nacimiento del Patriarca de la Independencia José Bonifácio de Andrada e Silva.[40]

### Memoria

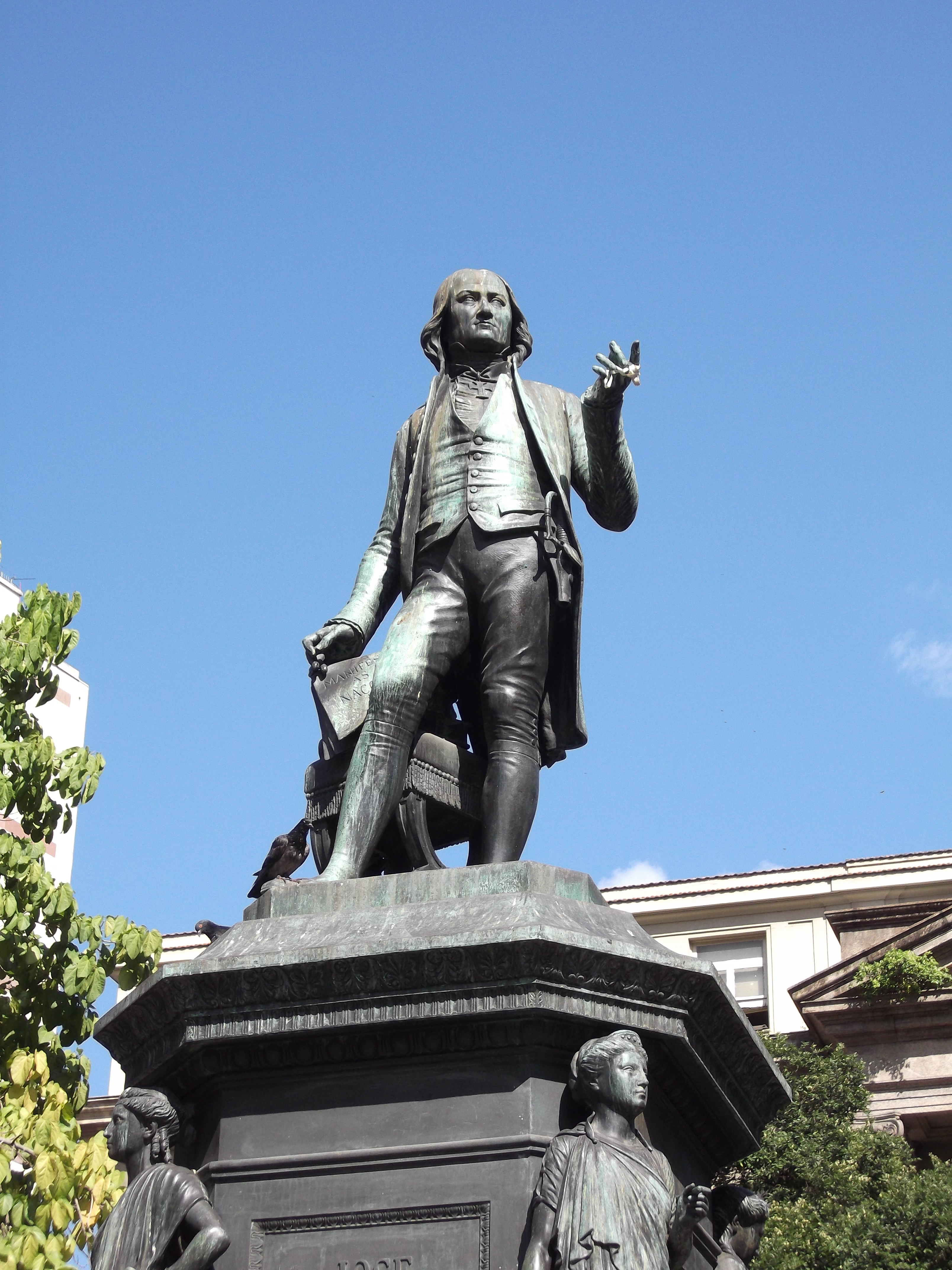
Monumento en honor a José Bonifácio de Andrada e Silva, largo de São Francisco, centro histórico de Río de Janeiro.

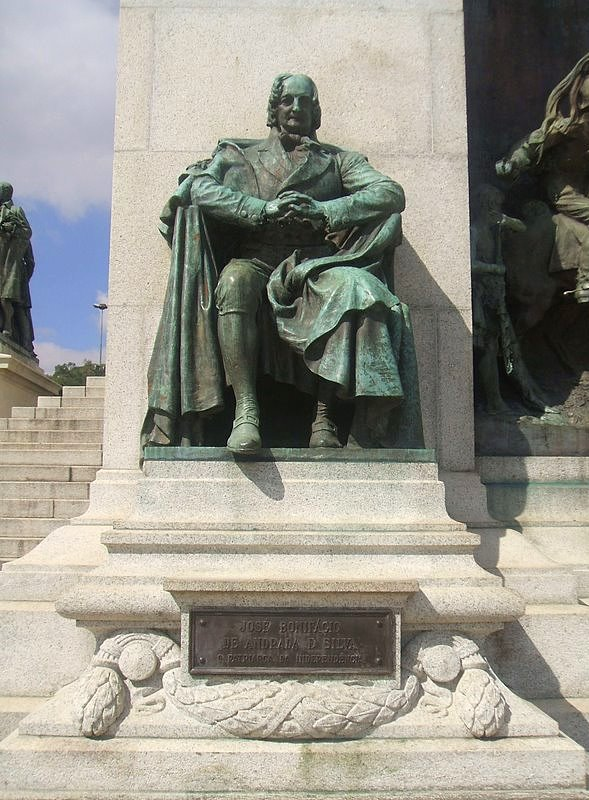
Estatua de José Bonifácio en el Monumento a la Independencia, en el Parque de la Independencia, en São Paulo.

- En 2018, el gobierno federal brasileño lo declaró Patrono de la Independencia de Brasil, mediante la Ley n.º 13.615, de 11 de enero.[41]
- Su nombre fue incluido en el Libro de los Héroes de la Patria el 21 de abril de 2007, en el marco de las conmemoraciones del cuadragésimo séptimo aniversario de Brasilia.(GDF, 2007)
- El Senado Federal instituyó la Medalla José Bonifácio en su honor.
- La Universidad de Coímbra le dio su nombre a una de las galerías de su Museo Mineralógico y Geológico.[42]
- Casa Martim Afonso, en colaboración con la Universidad Católica de Santos, mantiene el Museo de Ciencias Naturales José Bonifácio de Andrada e Silva (JOBAS) en Santos.[43]
- El Presidente Itamar Franco y el ministro de Ciencia y Tecnología, José Israel Vargas, instituyeron la Medalla Nacional del Mérito Científico, con la efigie de José Bonifácio de Andrada e Silva, a través del Decreto N.º 772, de 16 de marzo de 1993.[44] Esta medalla fue posteriormente revocada, aunque la propia orden fue restablecida por el decreto n º 4 115, de 6 de febrero de 2002.[45]

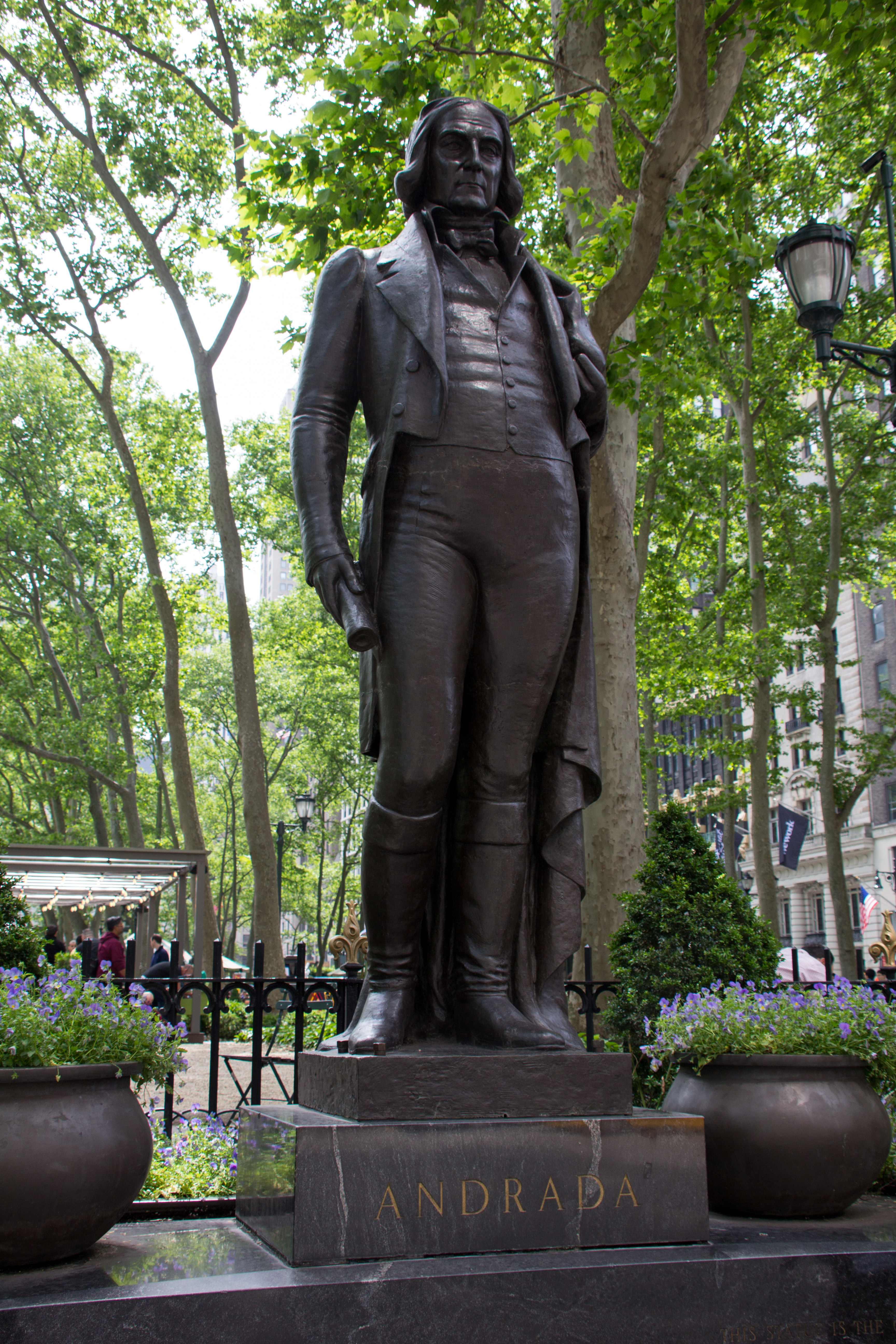
Estatua de José Bonifácio en Nueva York, EE. UU.

- En 1958, la Sociedad Brasileña de Geología instituyó la Medalla de Oro «José Bonifácio de Andrada e Silva» para honrar a los profesionales de las geociencias, miembros de la Sociedad Brasileña de Geología, que hayan contribuido al desarrollo y avance del conocimiento geológico.[46]
- El municipio de Santos instituyó la Medalla y el Diploma al Mérito José Bonifácio.
- El municipio de José Bonifácio fue nombrado en su honor.
- La calle José Bonifácio, en el barrio de São Domingos, en la ciudad de Niterói, fue bautizada en su honor. Es precisamente la calle donde vivió durante los últimos años de su vida.
- El gobierno del Estado de São Paulo instituyó la «Semana del Patriarca de la Independencia» en su honor.[47]
- Un mineral del grupo granados fue bautizado andradita en su honor por el mineralogista estadounidense James Dwight Dana en 1868.[48]
- Mientras viajaba por Suecia, descubrió y describió cuatro nuevos minerales: petalita, criolita, escafolita y espodumeno o espodumeno.
- La Rua dos Andradas, antigua Rua da Praia, en el centro de Porto Alegre, capital de Río Grande del Sur, fue bautizada con ese nombre en 1865 para conmemorar el aniversario de la independencia de Brasil.

## Obras
- Sobre as minas de carvão de pedra em Portugal, publicado en el Patriota, Río de Janeiro, 1813
- Há terrenos que pelo arado não dão fruto, mas sendo cavados com o picão sustentam mais do que se fossem férteis, memoria, publicada en el Patriota, Río de Janeiro, 1813
- Experiências químicas sobre a quina do Rio de Janeiro, comparada com outras, 1814
- Memória minerográfica da serra que decorre de Santa Justa até Santa Comba e suas vizinhanças na província do Minho, Museo Paulista, Colección José Bonifácio, Doc. 290, 1814-1815
- Sobre a necessidade e utilidade do plantio de novos bosques em Portugal, particularmente de pinhais nos areais de beira-mar; seu método de sementeira, custeamento e administração, 1815
- A primavera, 1815
- Memória sobre a nova mina de ouro da outra banda do Tejo, chamada Príncipe Regente, 1817
- Memória sobre as pesquisas e lavra dos veios de chumbo de Chacim, Souto, Ventozello, e Villar de Rey na província de Trás-os-Montes, 1818
- História da Academia Real das Ciências de Lisboa, para o ano de 1818, discurso histórico recitado en la sesión del 24 de junio de 1818
- Memória econômica e metalúrgica, sobre la fábrica de hierro en Sorocaba, que visitaría por segunda vez en 1821, con duras críticas a la "mala administración antigua y nueva", a los "abusos y latrocinios", lo que iría a causar una mala voluntad, la ira y la venganza del hijo del director, el historiador Varnhagen, 1820
- Poesias avulsas, 1825
- Memória minerográfica sobre o distrito metalífero entre os rios Alva e Zêzere, Museo Paulista, Colección José Bonifácio, Doc. 291., s/d